# Lista gatunków z rodzaju szałwia
Lista gatunków z rodzaju szałwia (Salvia L.) – lista gatunków rodzaju roślin należącego do rodziny jasnotowatych (Lamiaceae Lindl.). Według The Plant List w obrębie tego rodzaju znajduje się co najmniej 986 gatunków o nazwach zweryfikowanych i zaakceptowanych, podczas gdy kolejnych 116 taksonów ma status gatunków niepewnych (niezweryfikowanych).

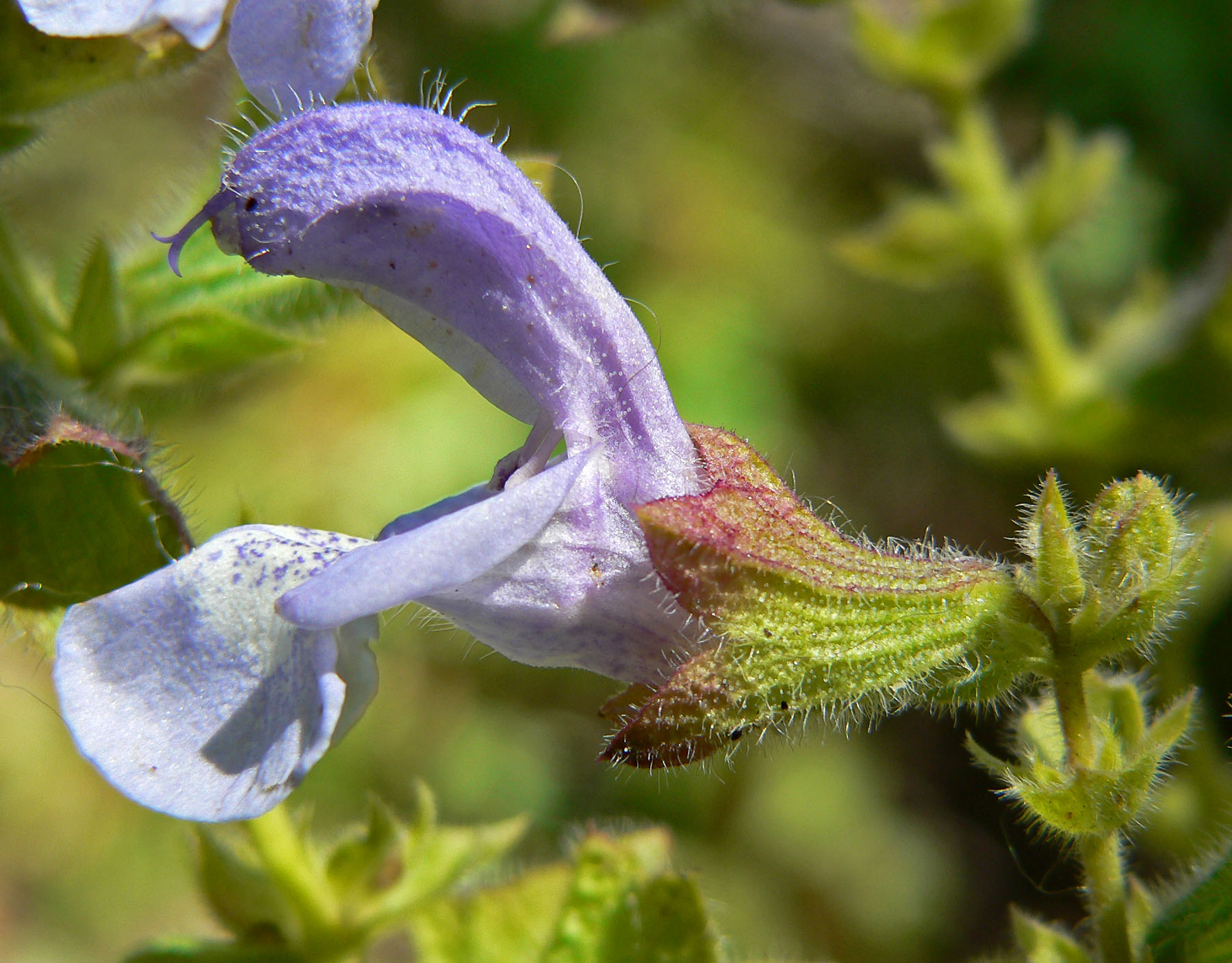
Salvia africana-caerulea

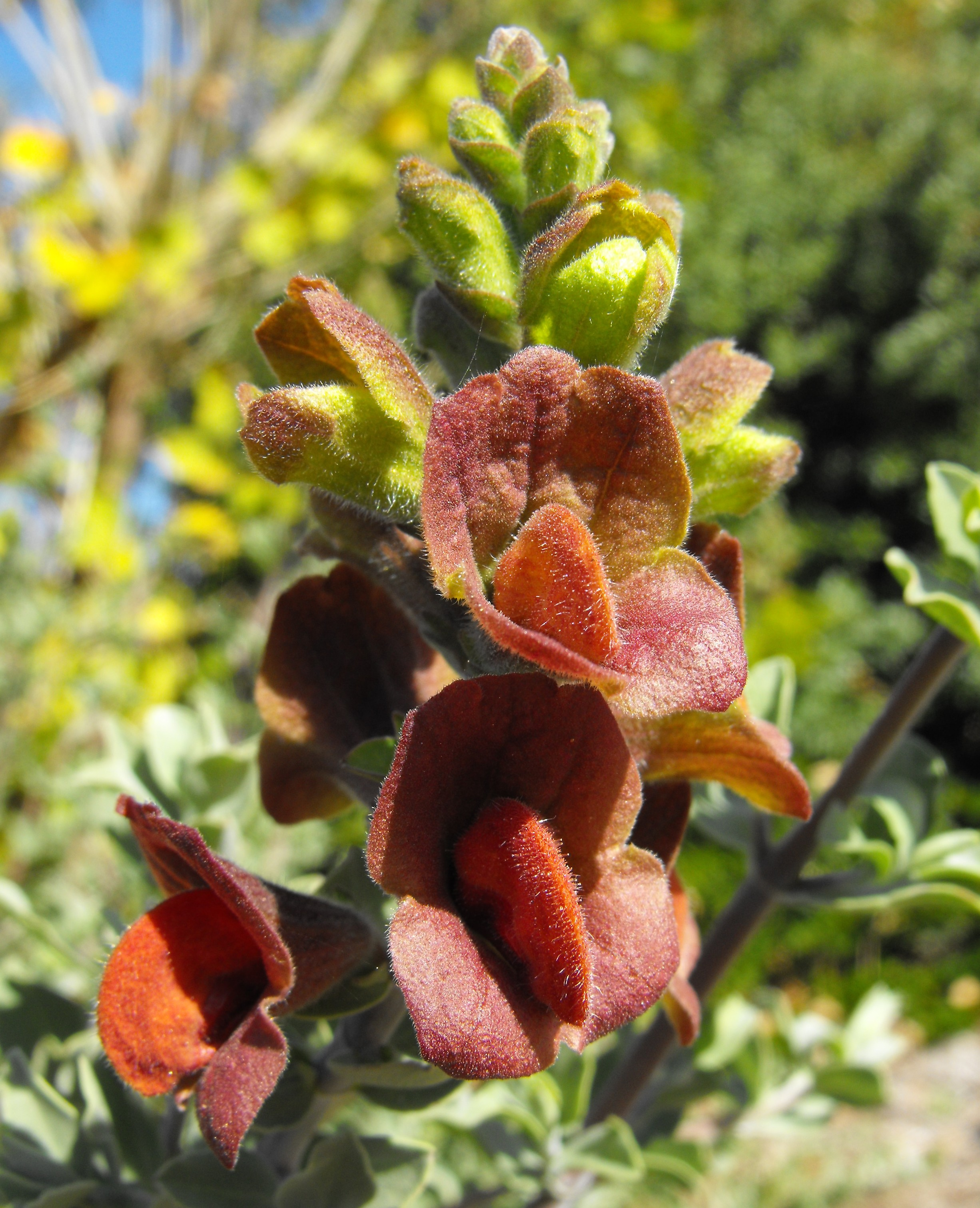
Salvia africana-lutea

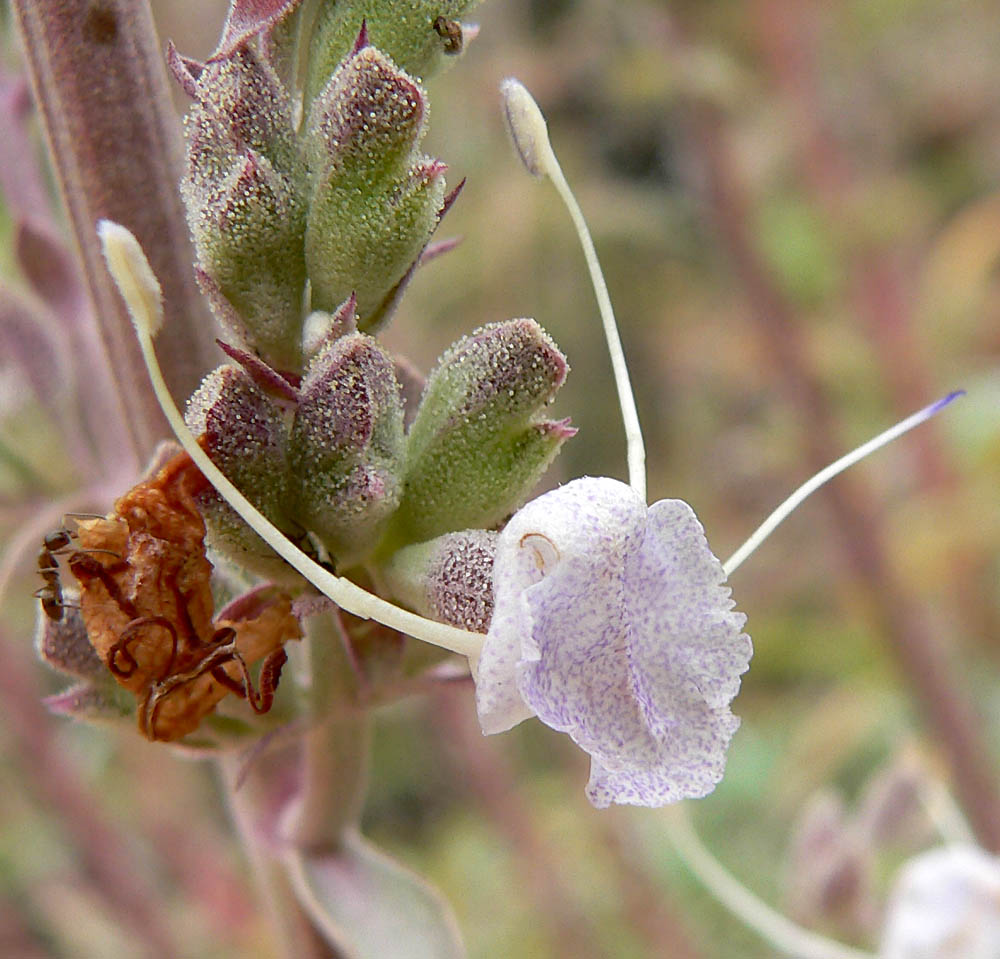
Salvia apiana

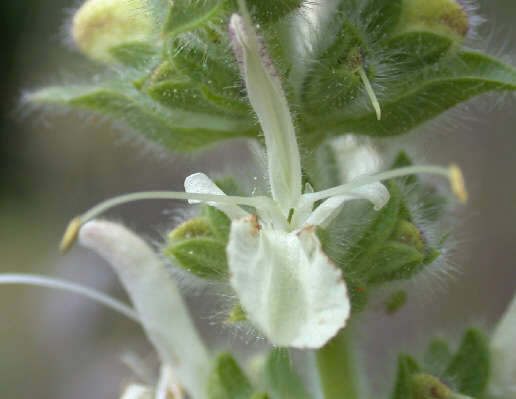
Salvia austriaca

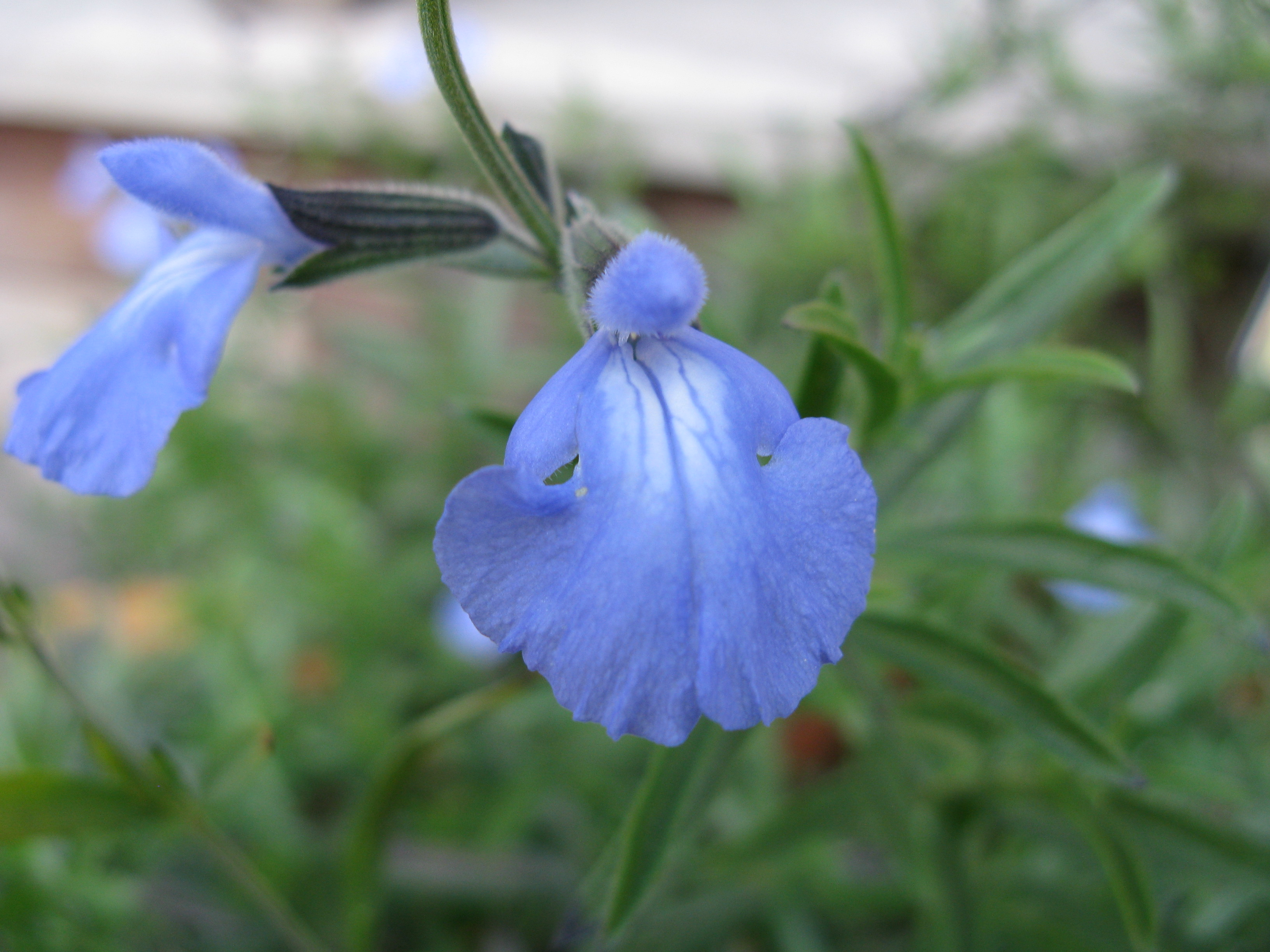
Salvia azurea

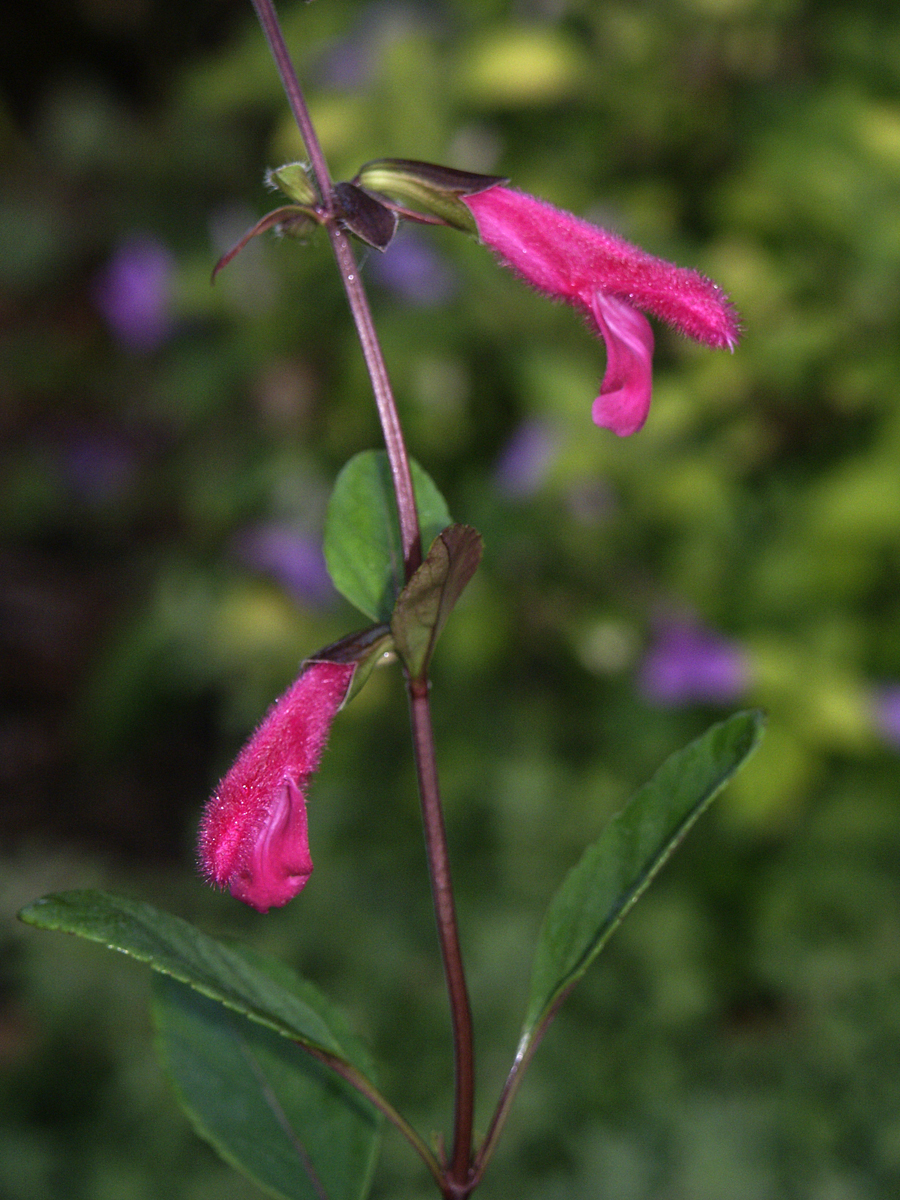
Salvia buchananii

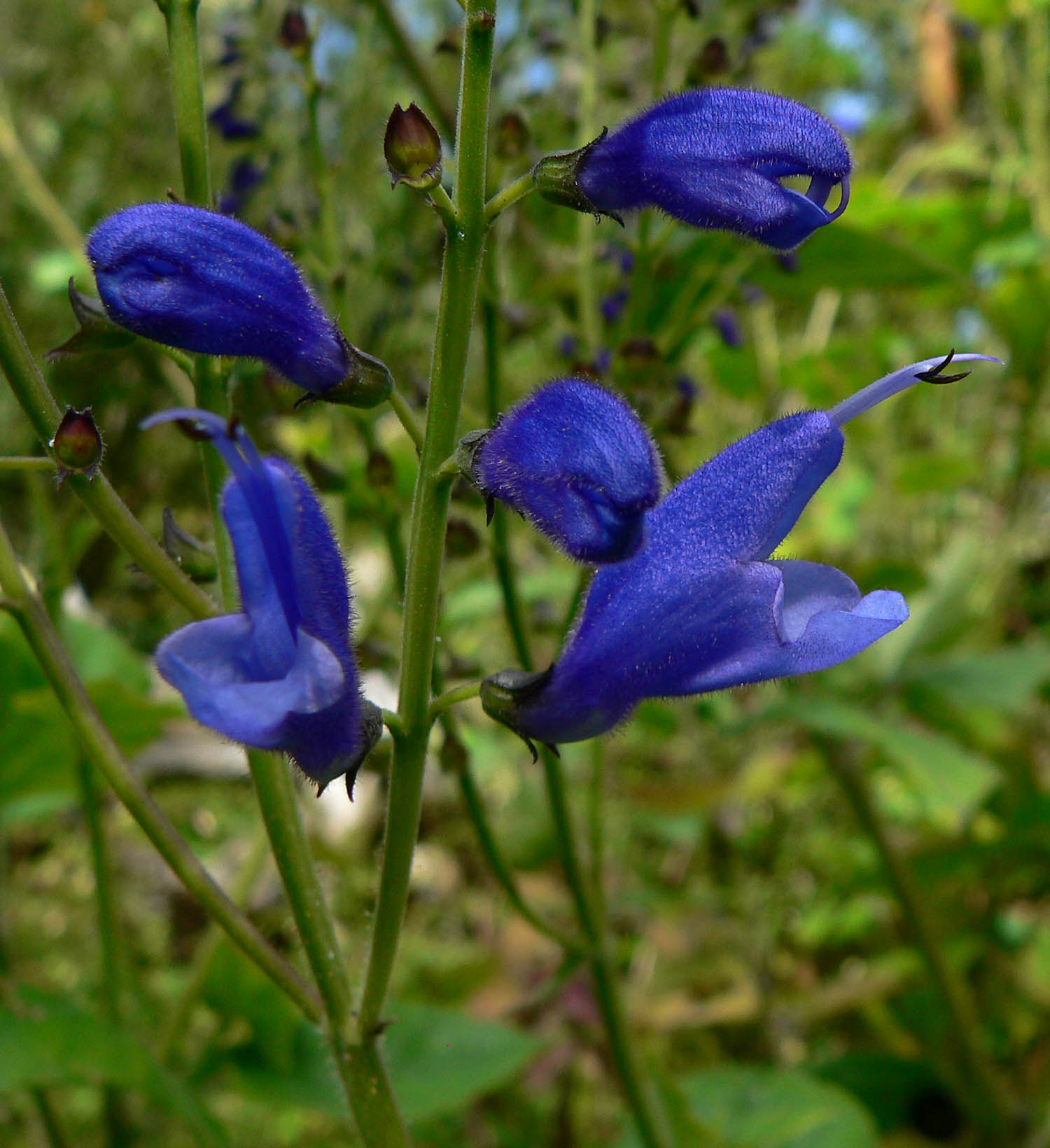
Salvia cacaliaefolia

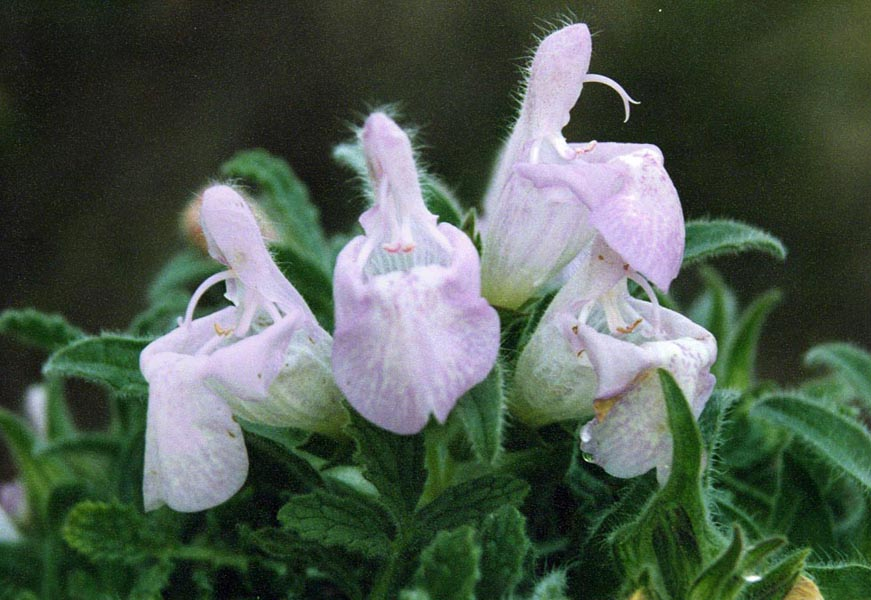
Salvia caespitosa

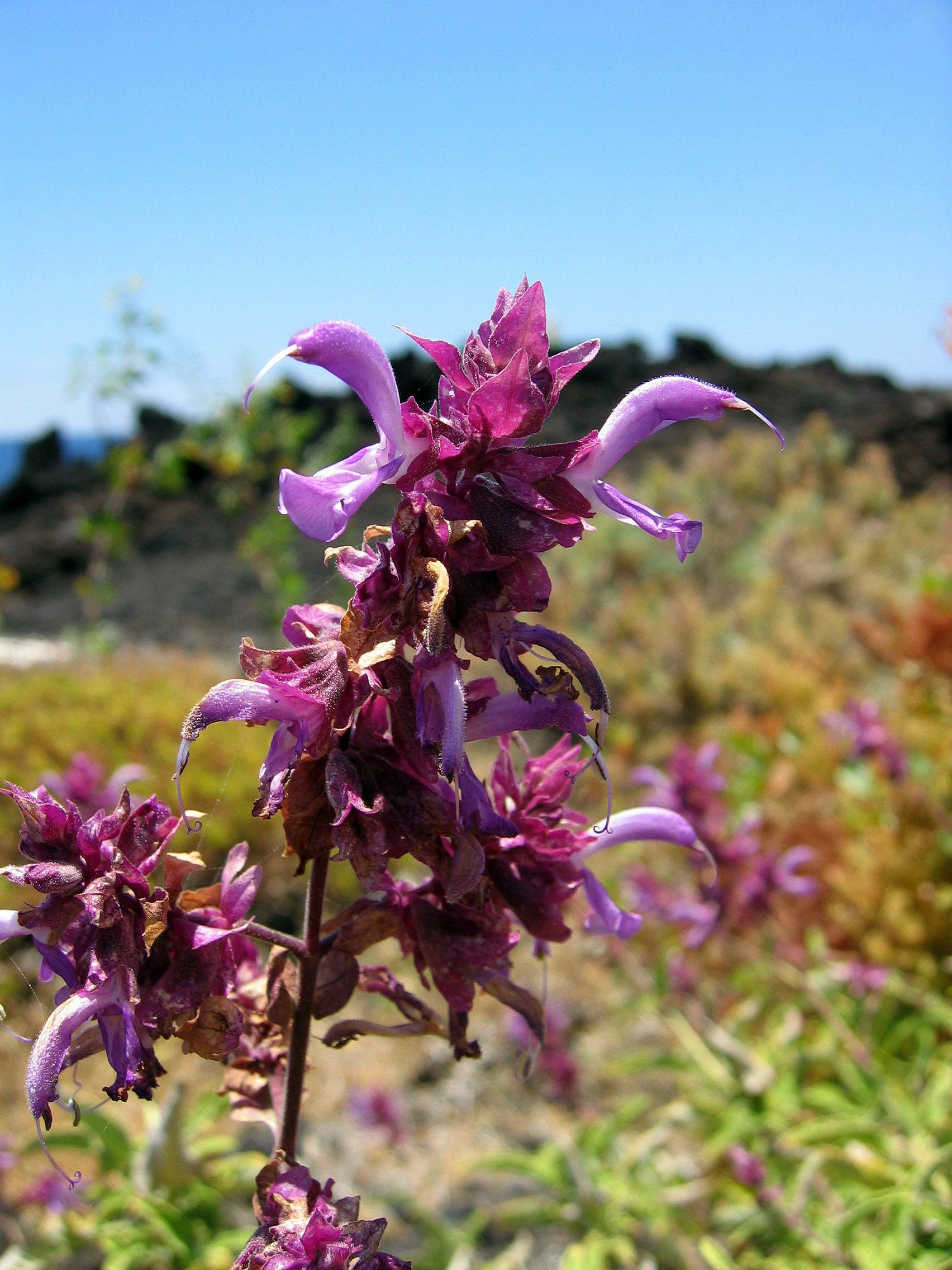
Salvia canariensis

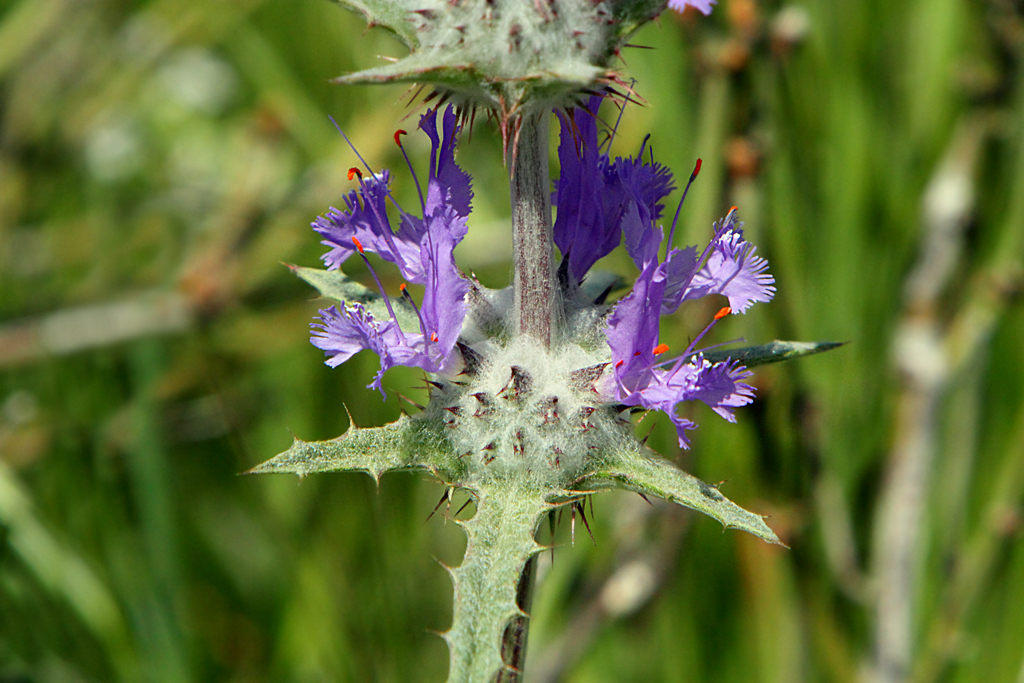
Salvia carduacea

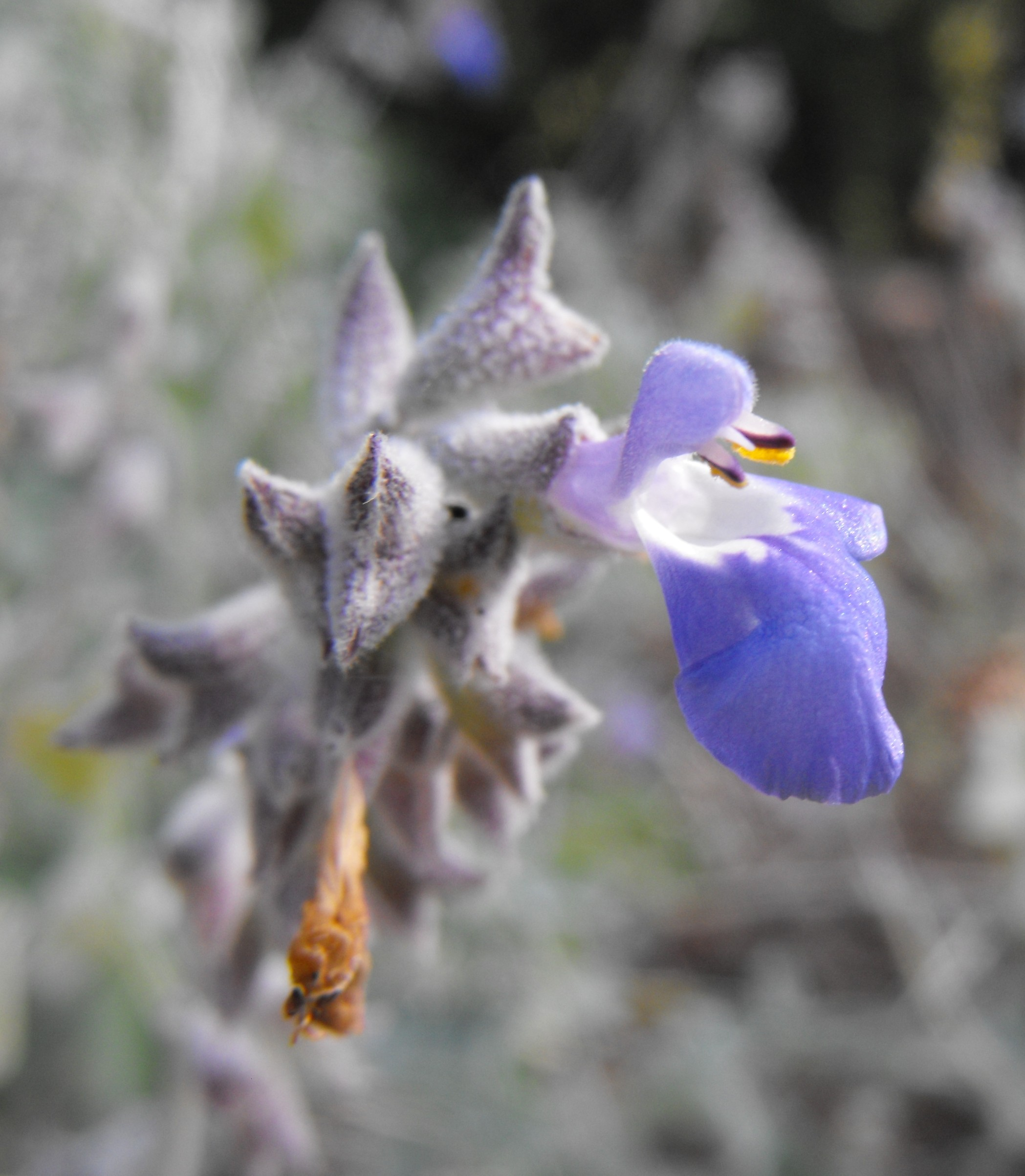
Salvia cedrosensis

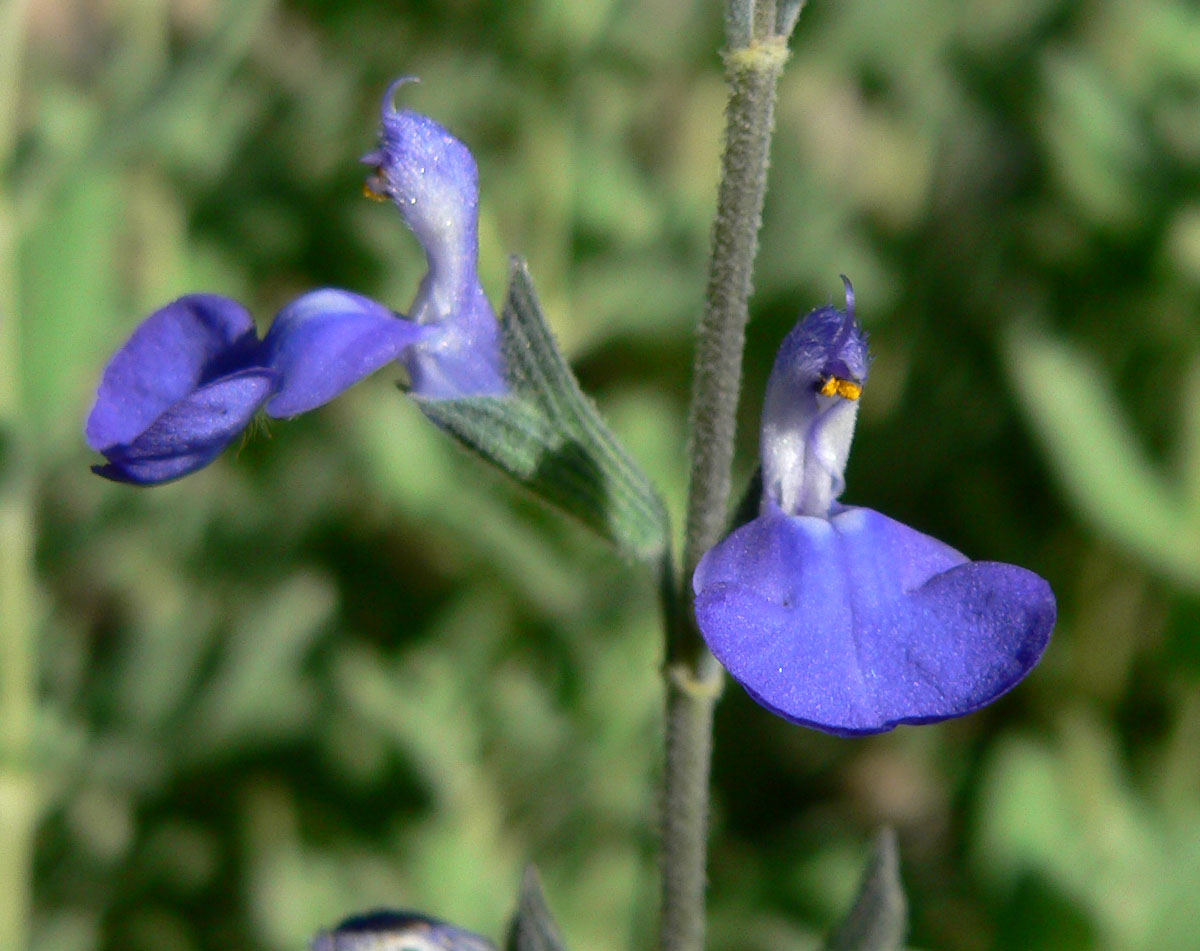
Salvia chamaedryoides

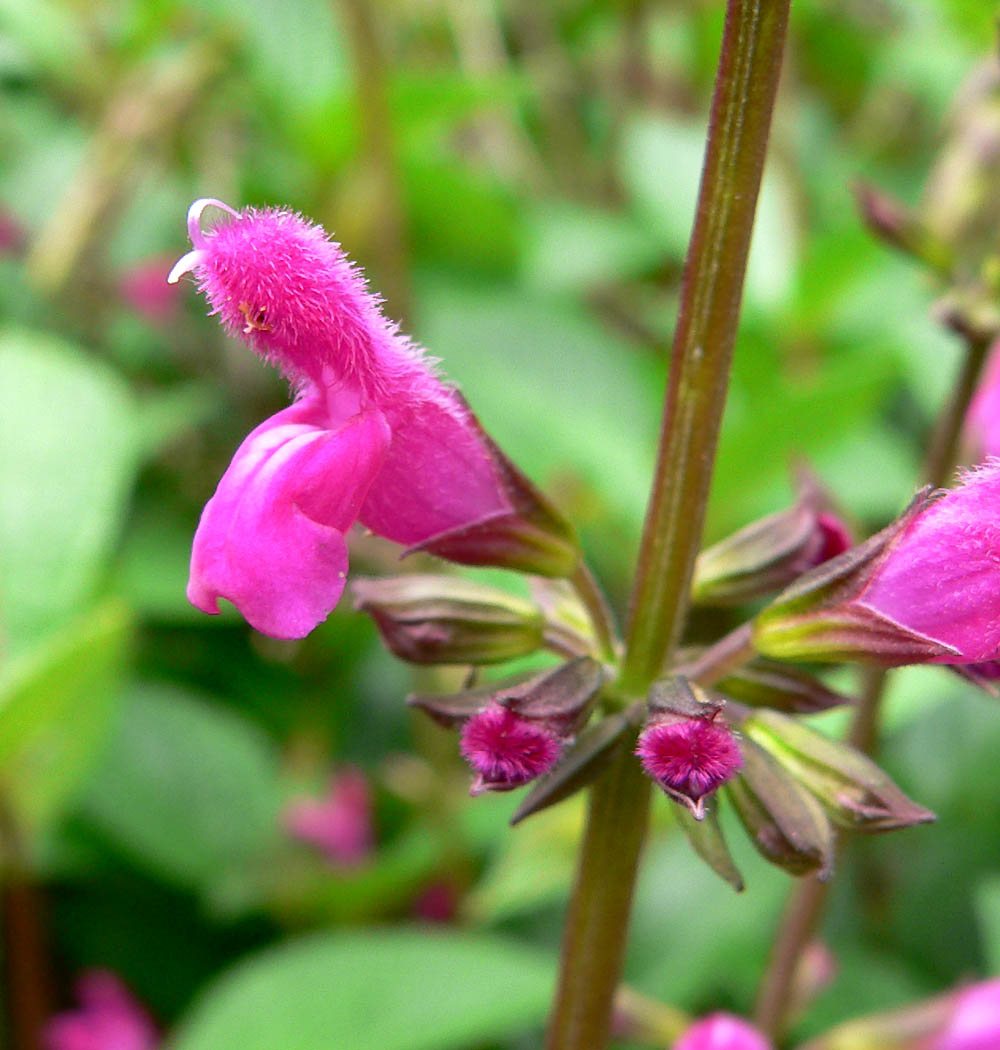
Salvia chiapensis

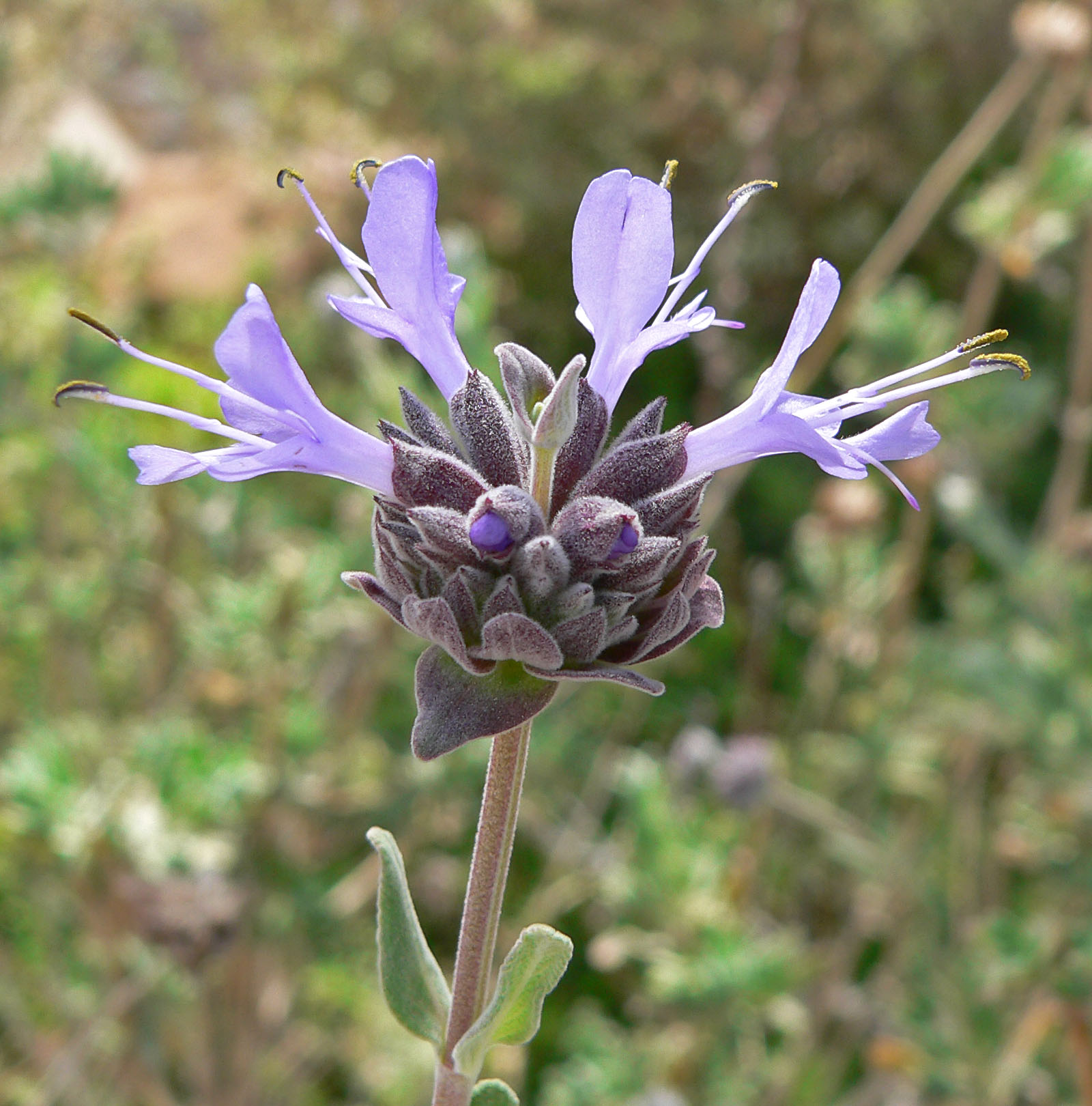
Salvia clevelandii

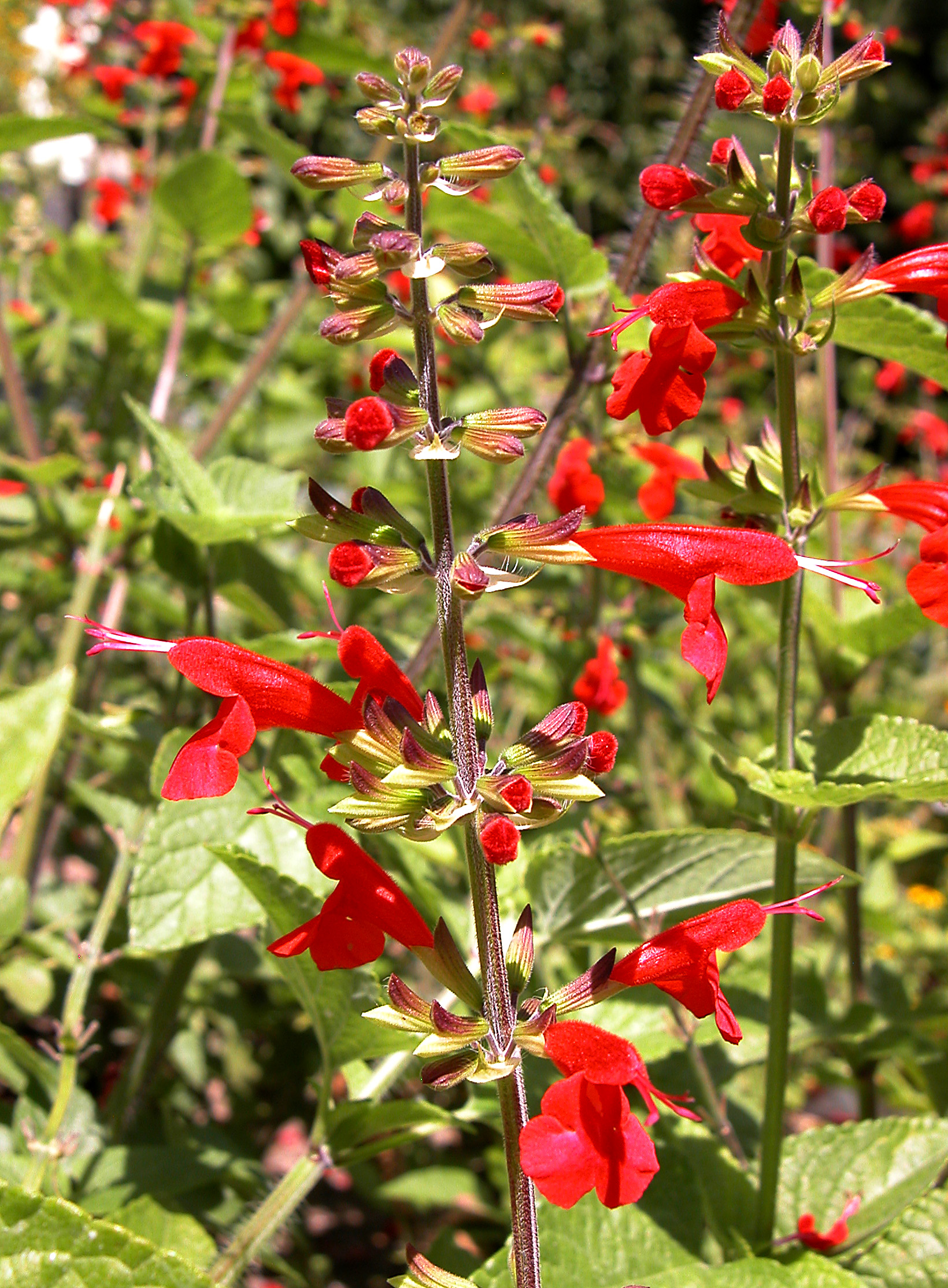
Salvia coccinea

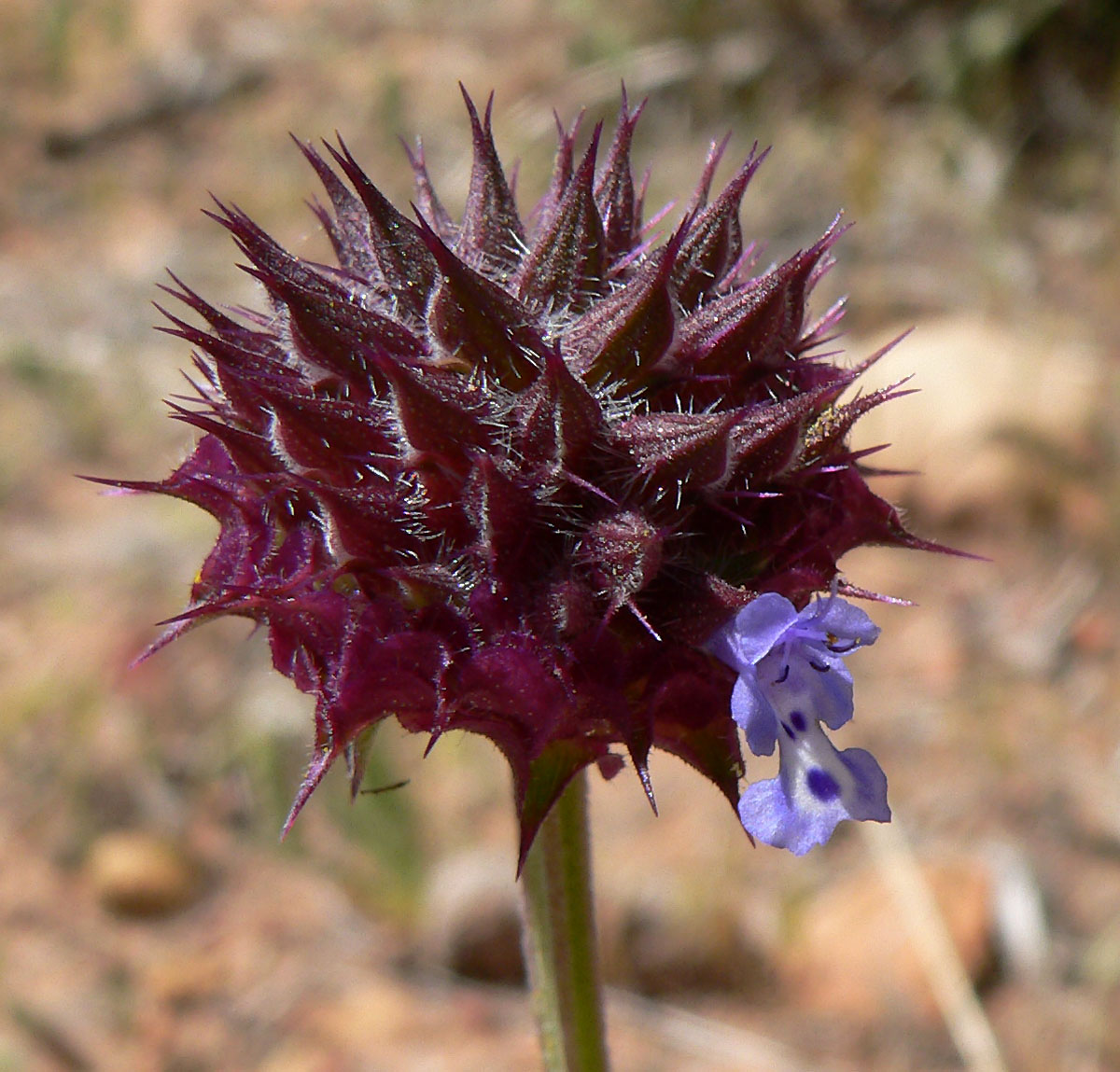
Salvia columbariae

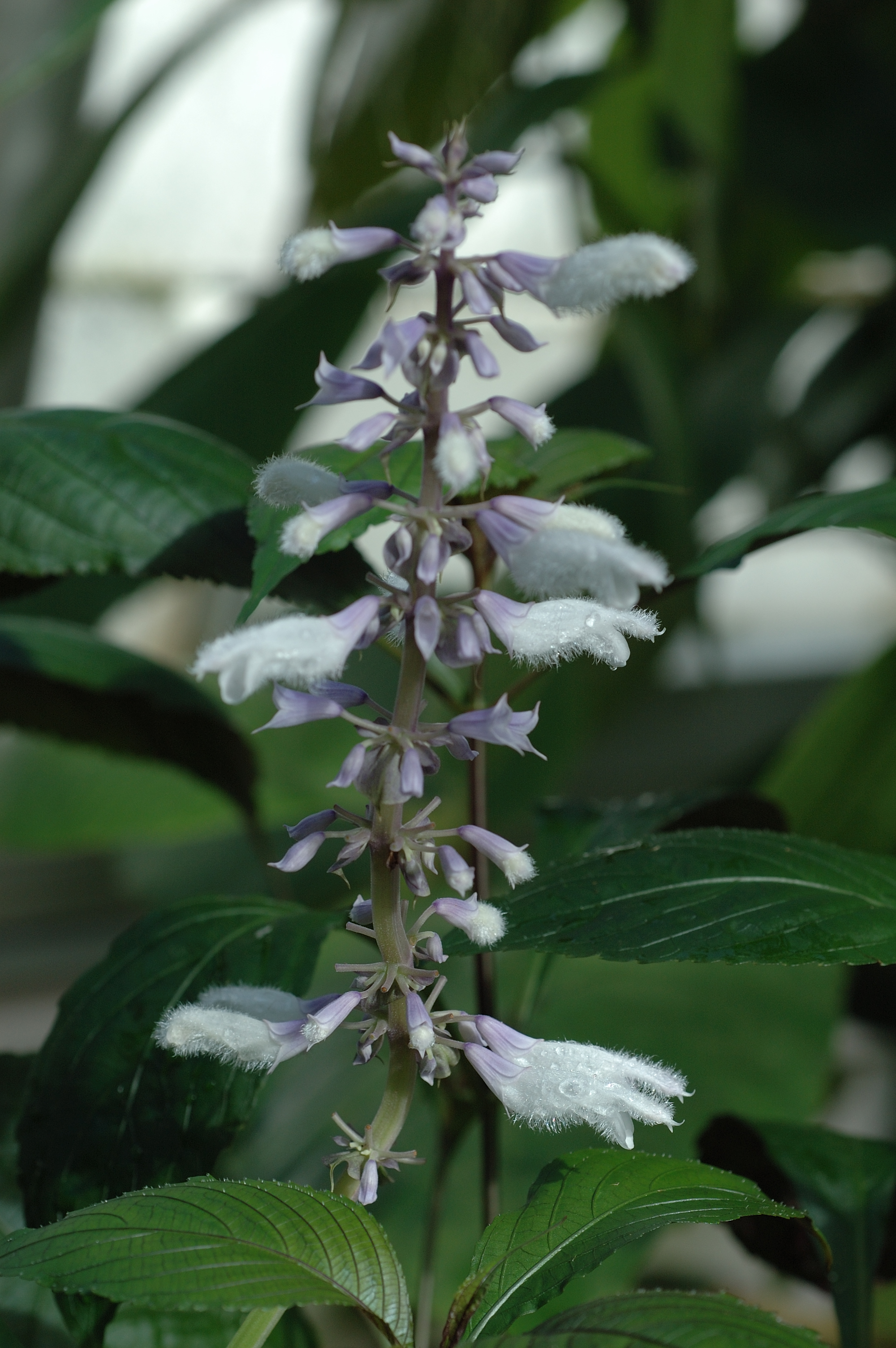
Salvia divinorum

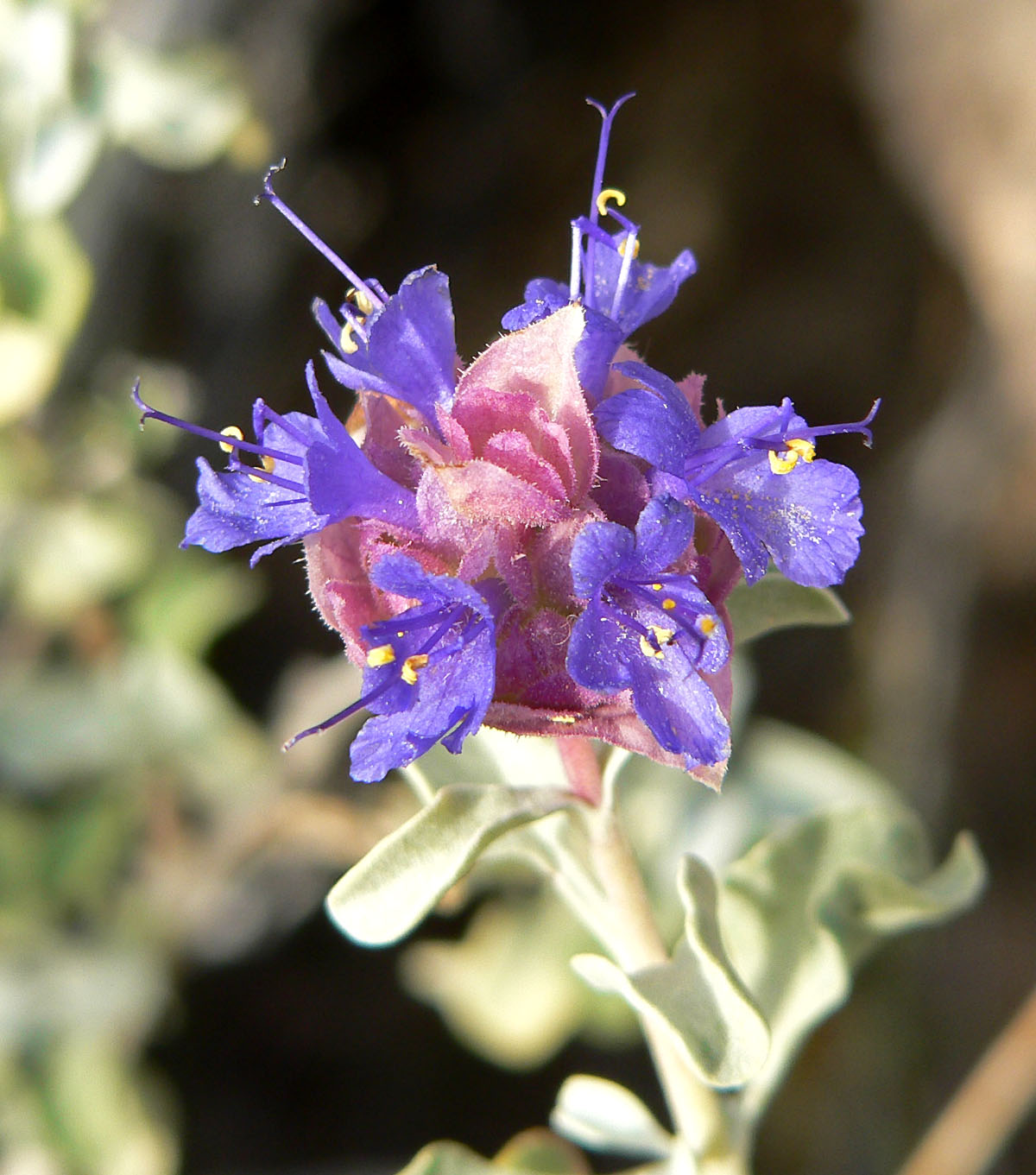
Salvia dorrii

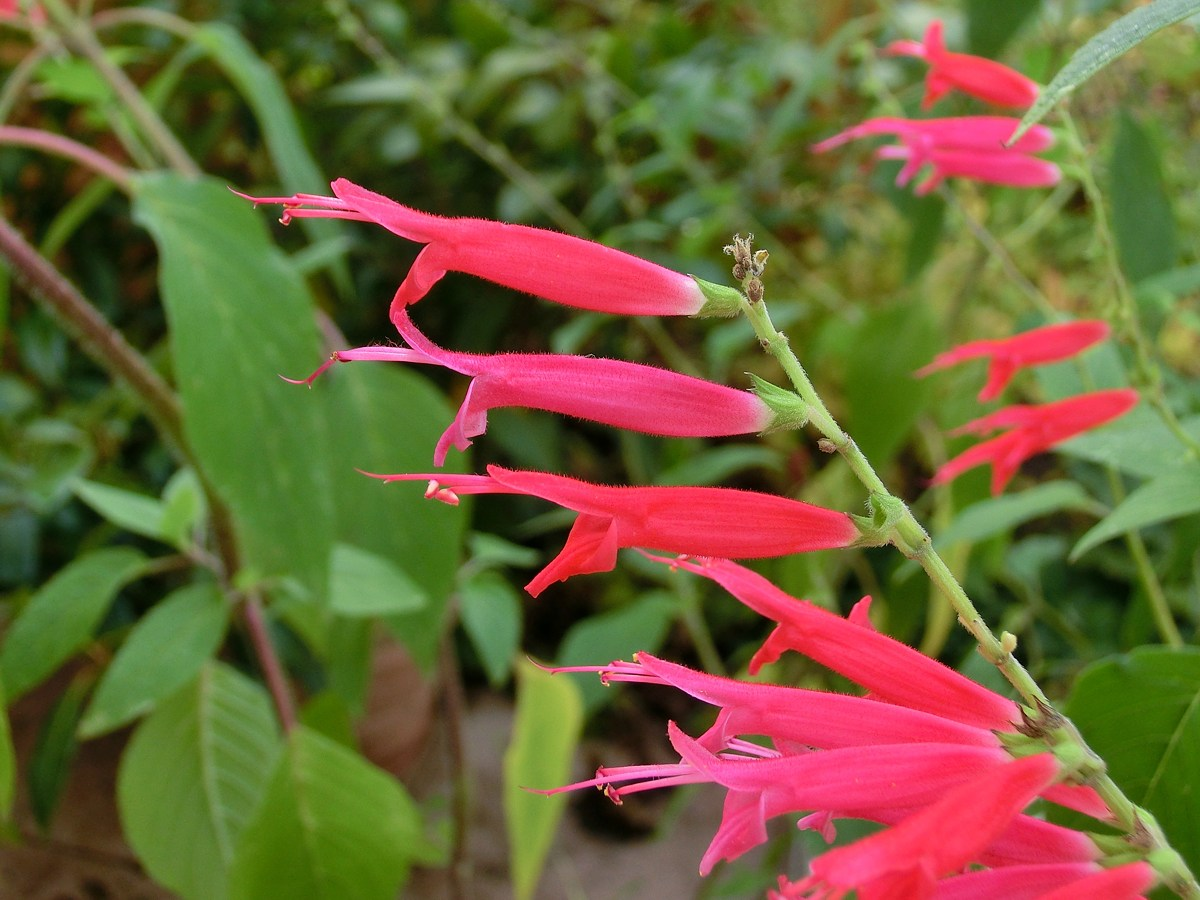
Salvia elegans

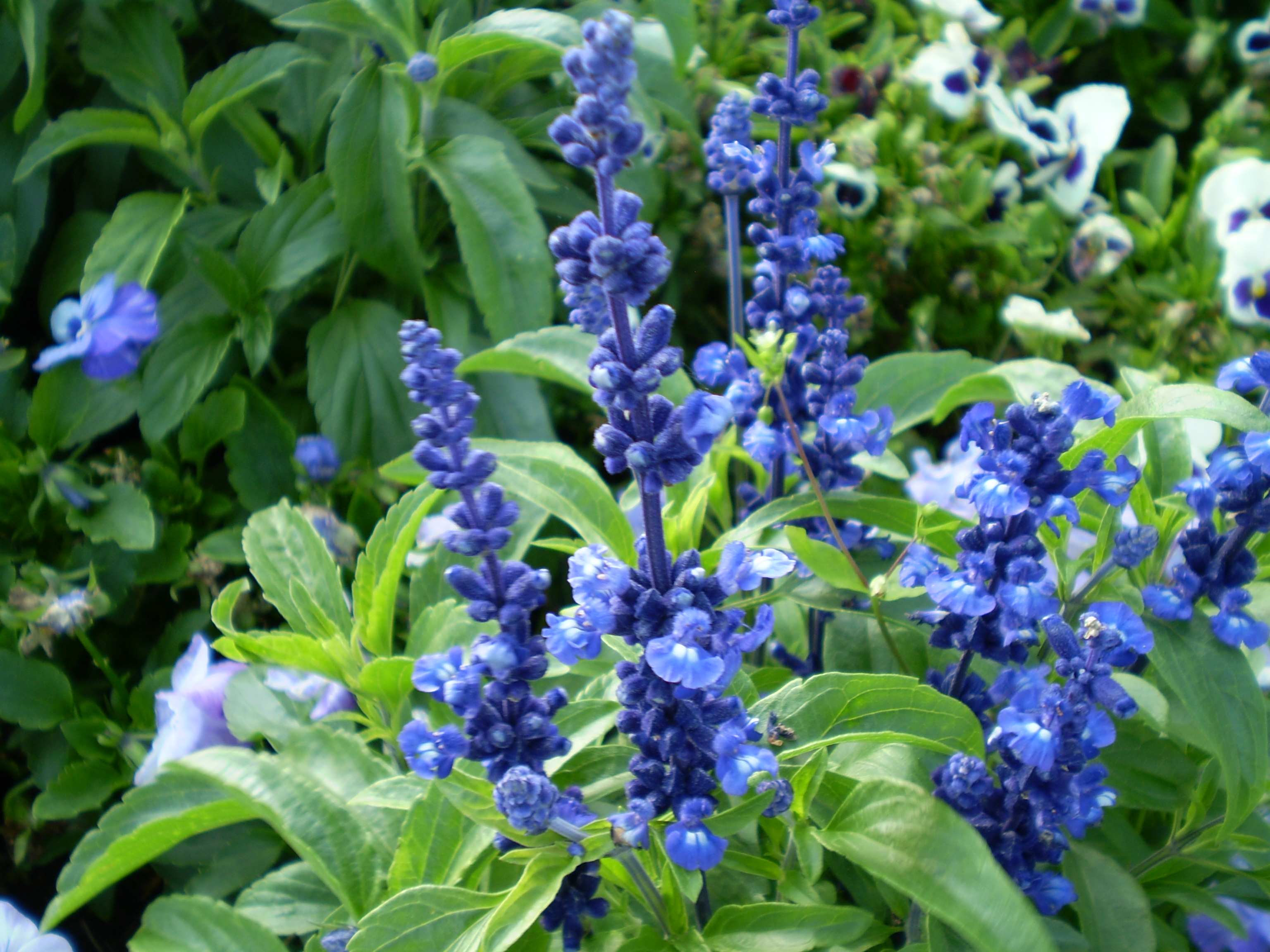
Salvia farinacea

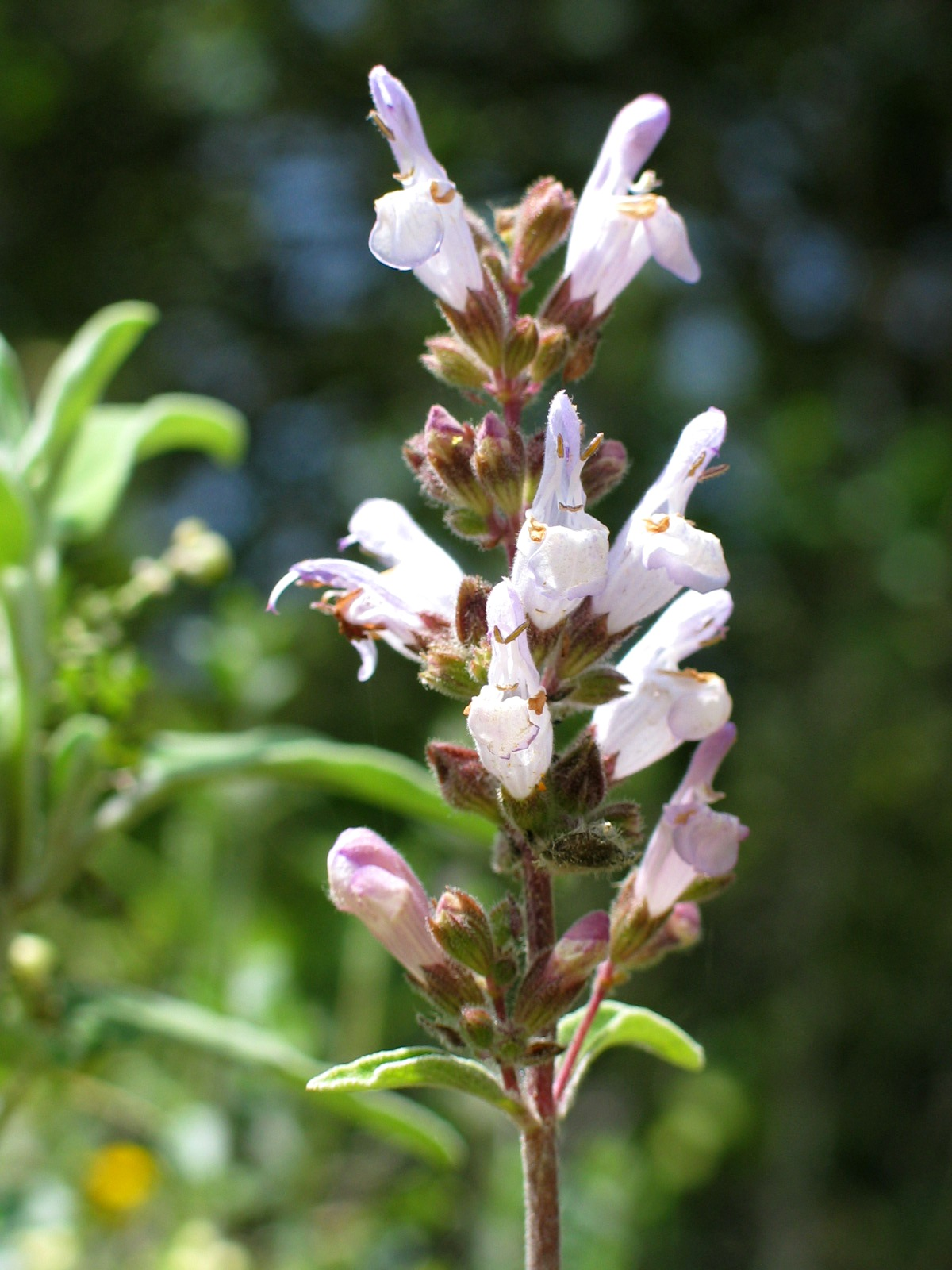
Salvia fruticosa

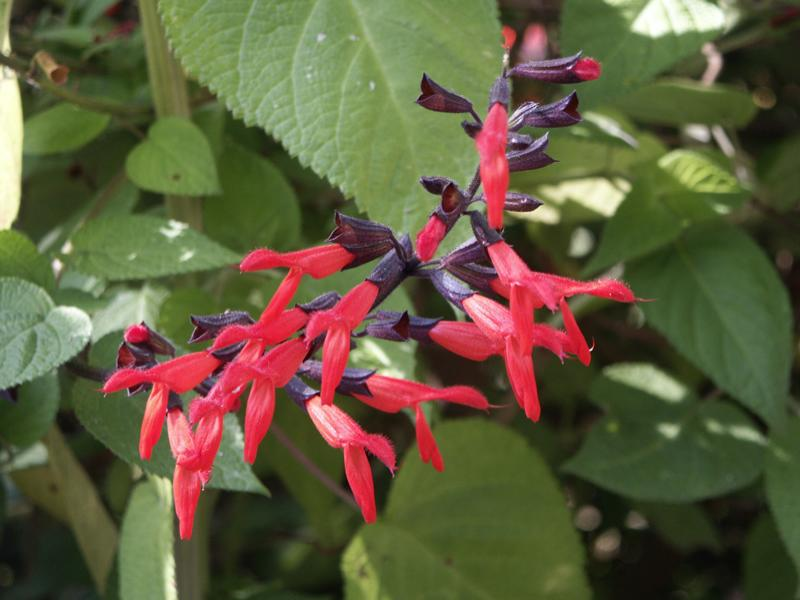
Salvia gesneriiflora

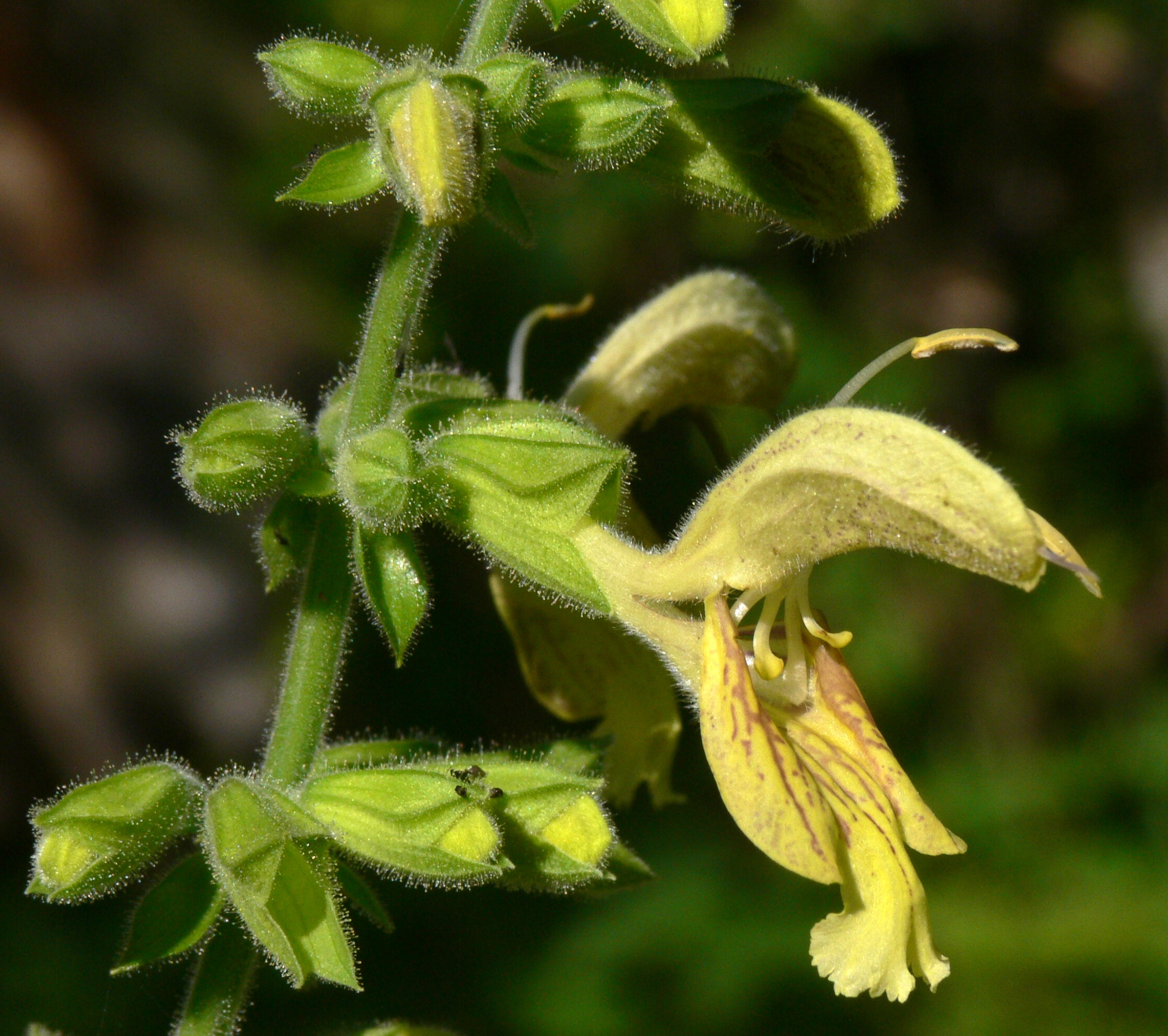
Salvia glutinosa

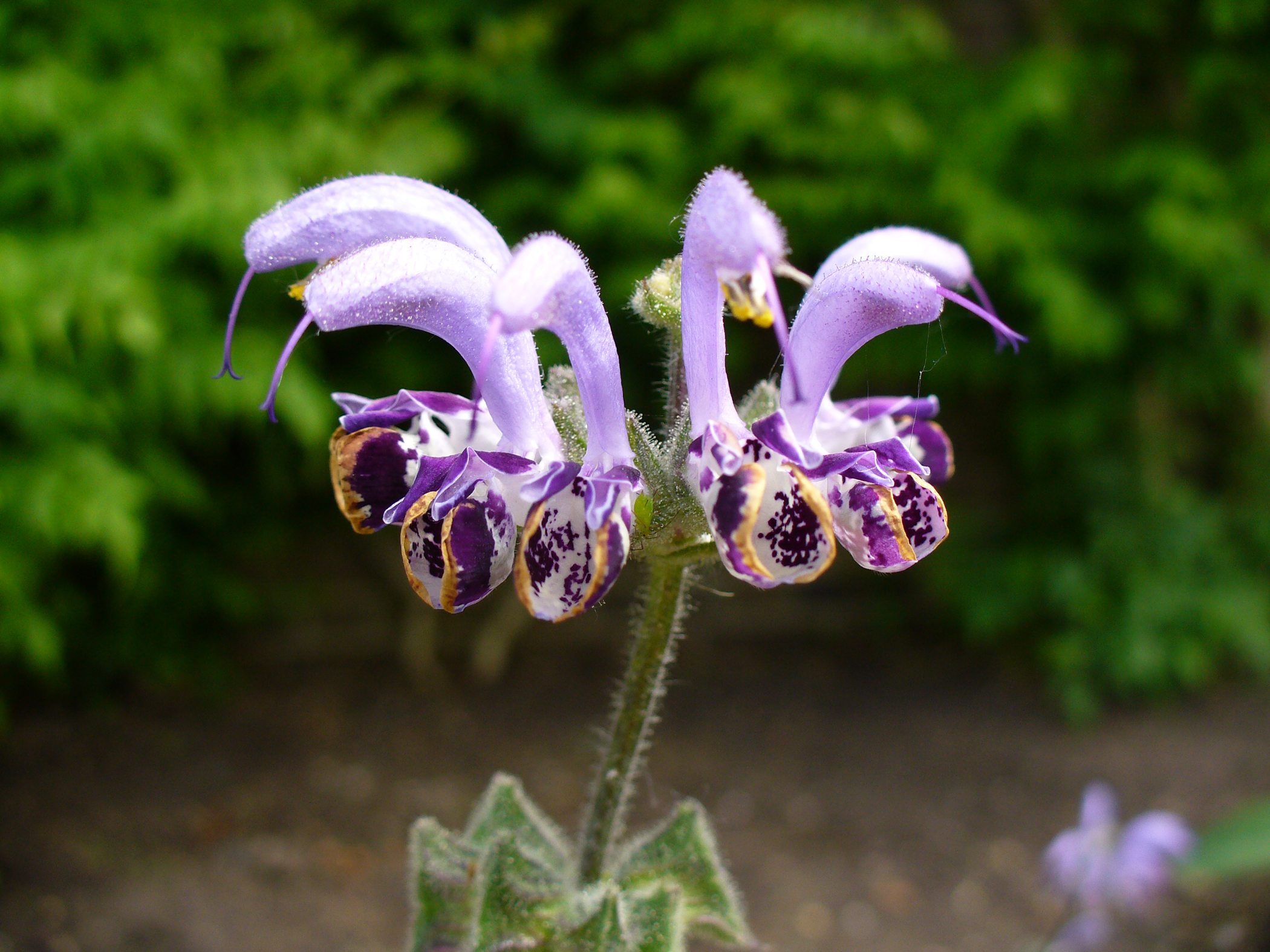
Salvia indica

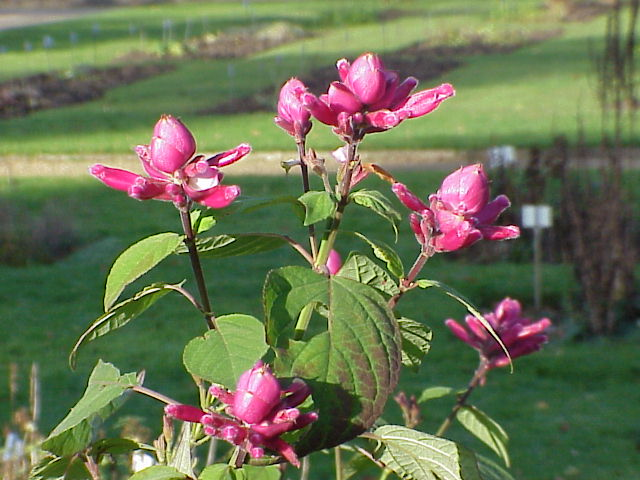
Salvia involucrata

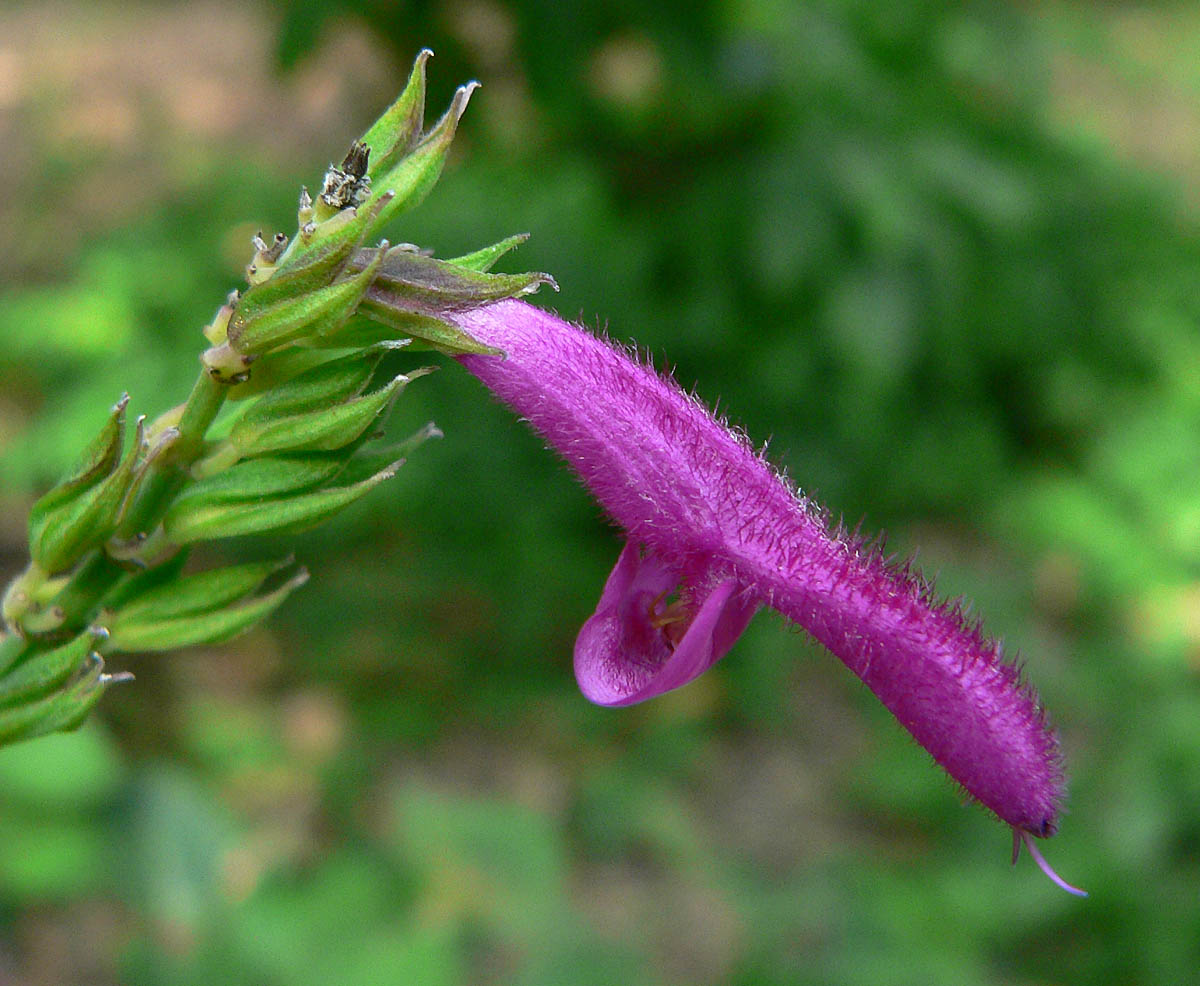
Salvia iodantha

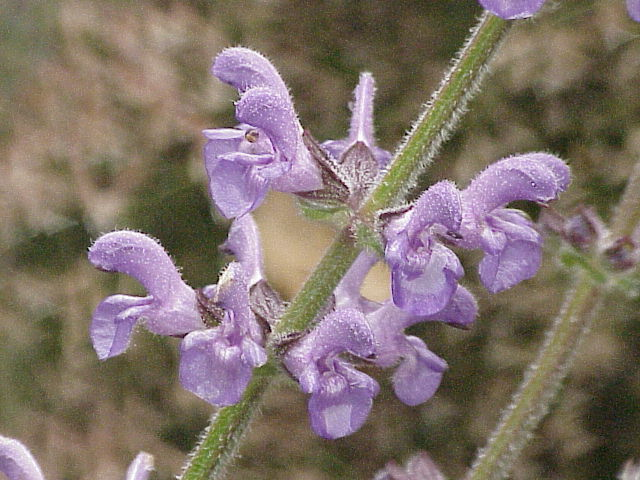
Salvia kopetdaghensis

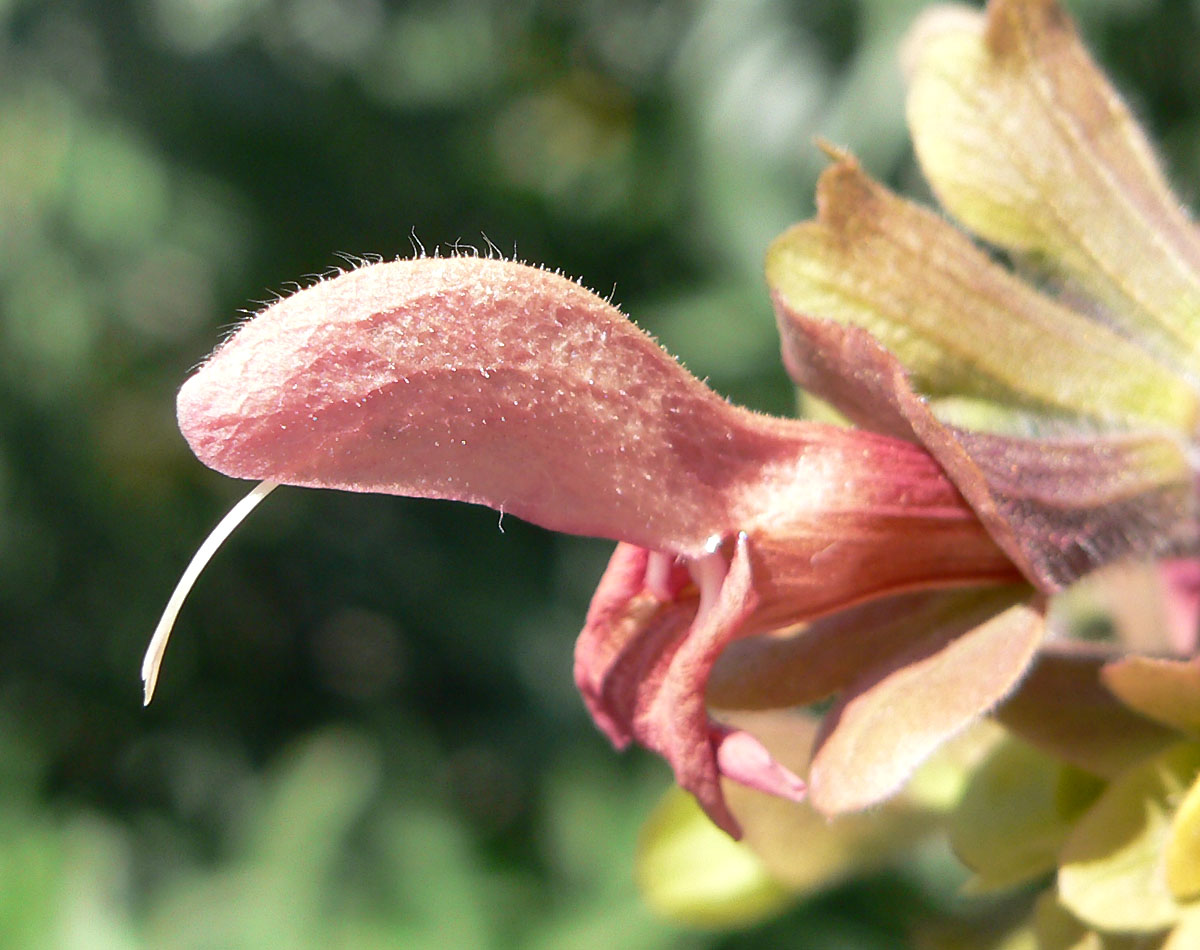
Salvia lanceolata

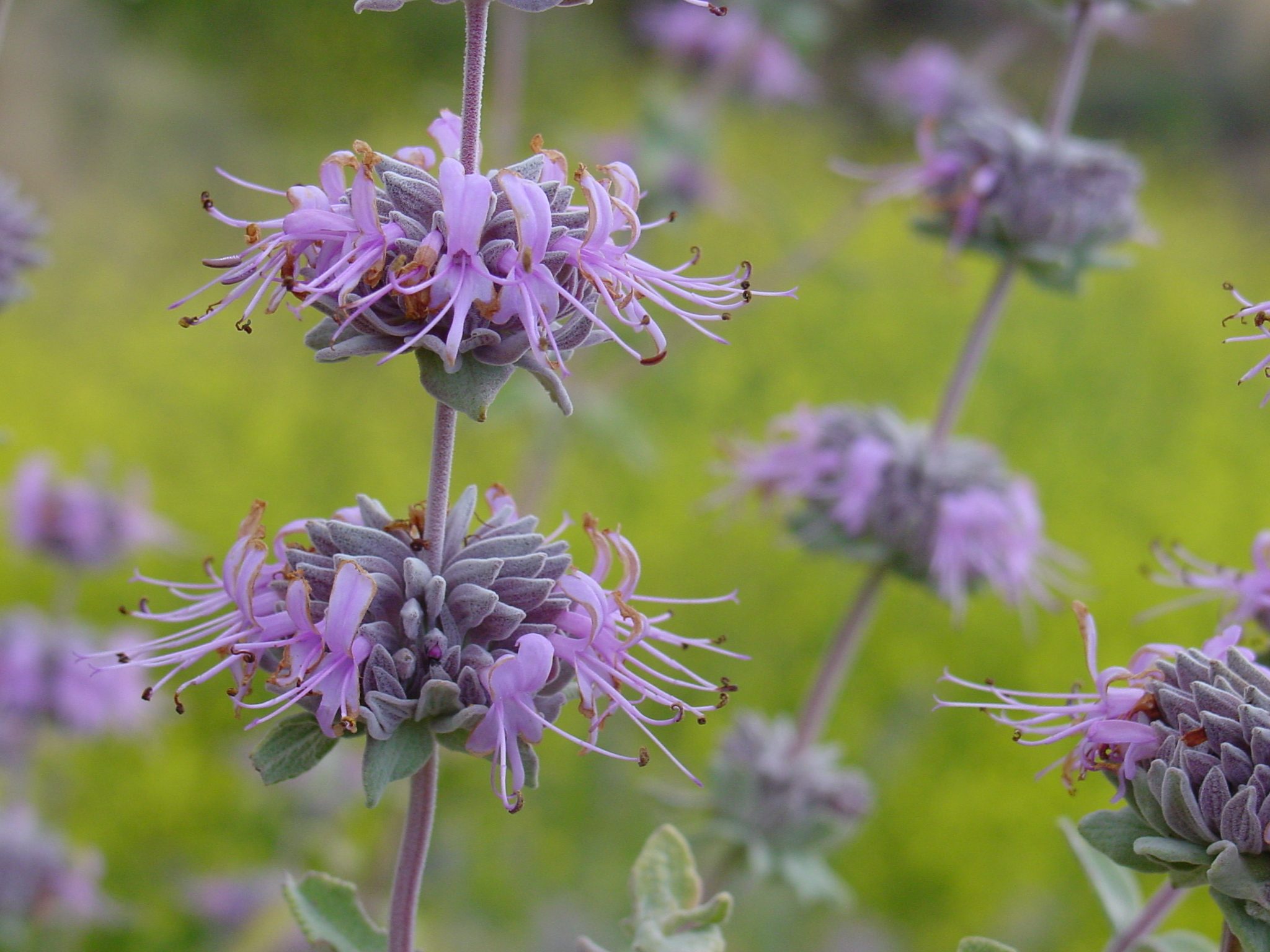
Salvia leucophylla

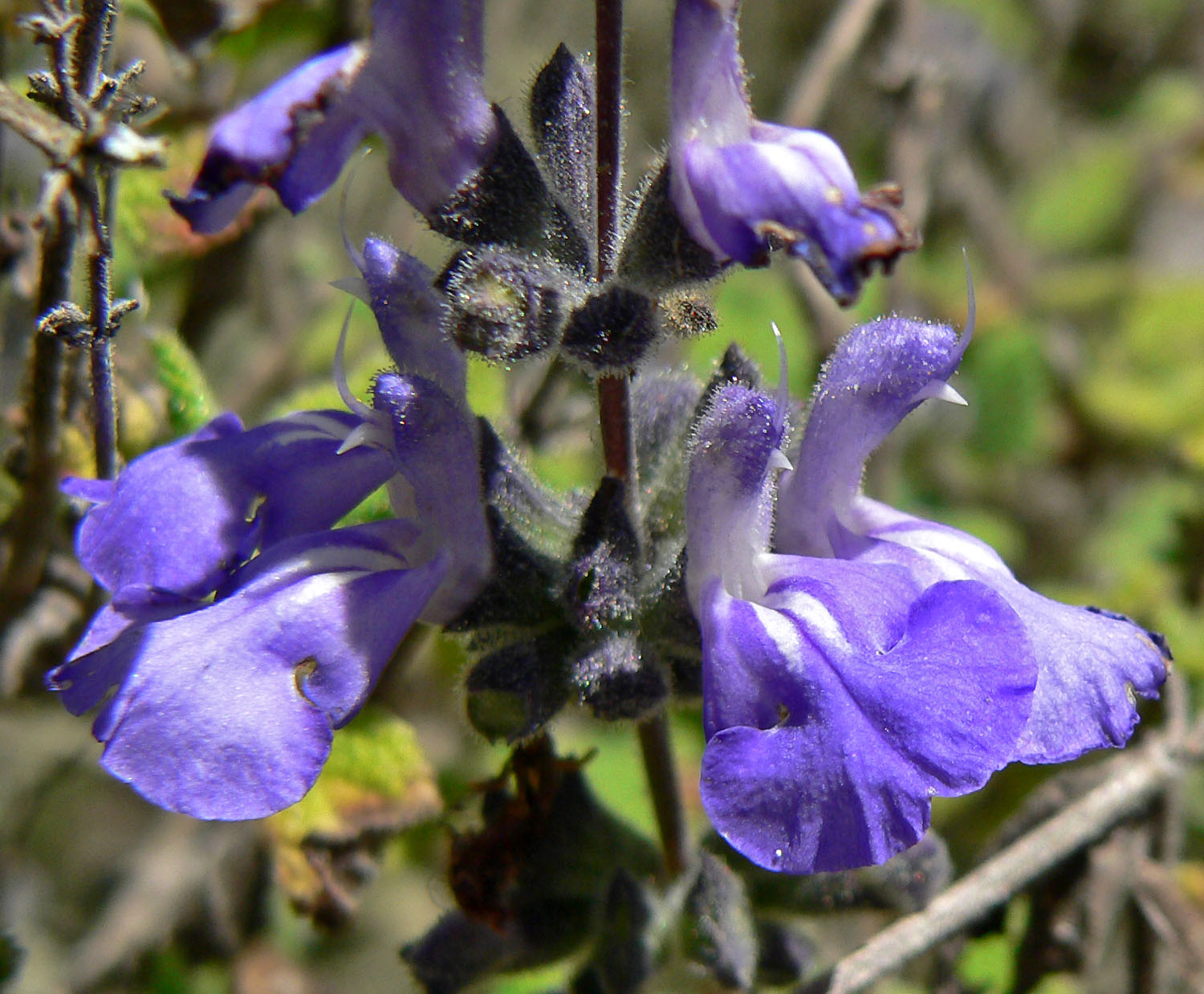
Salvia melissodora

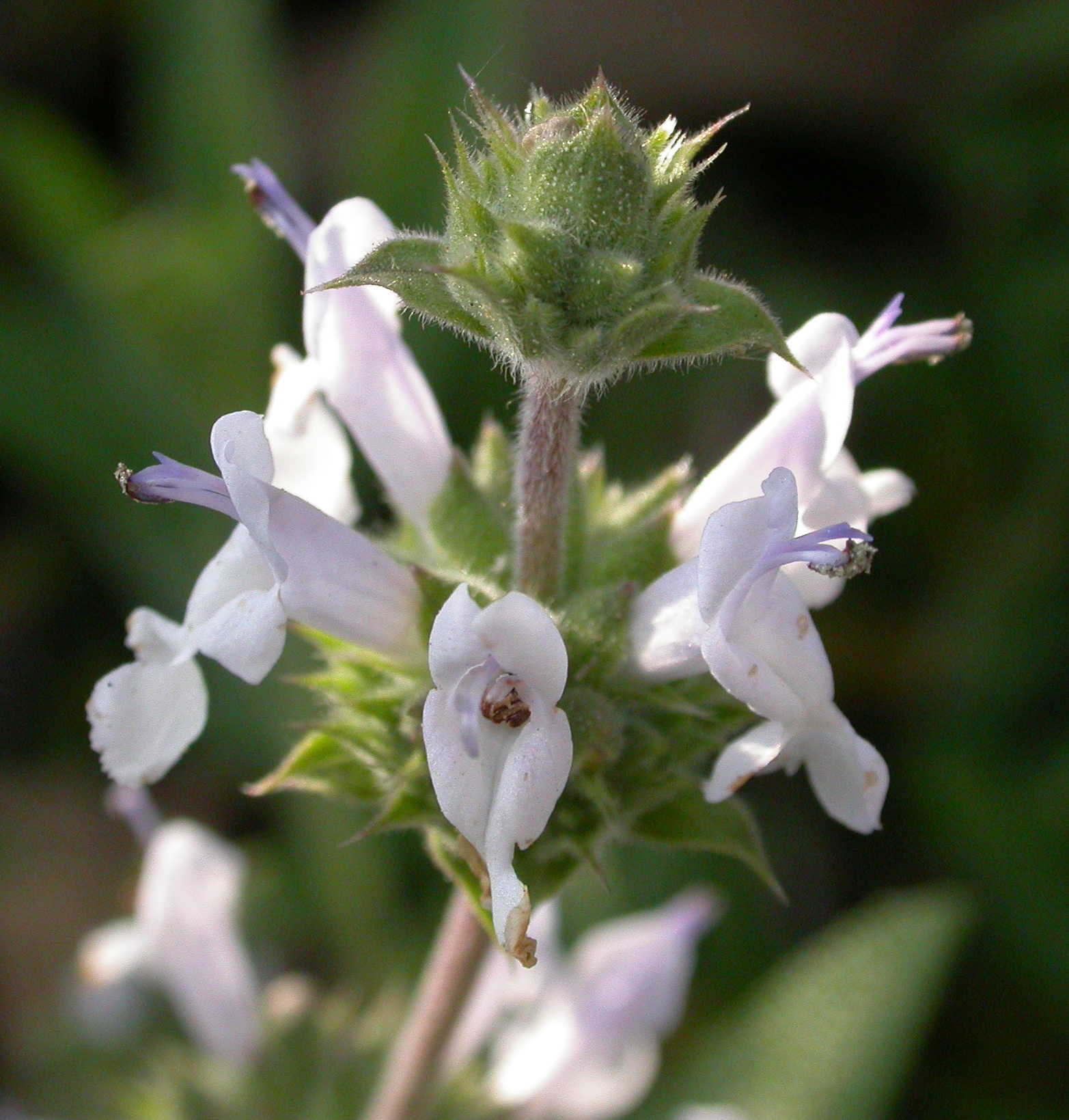
Salvia mellifera

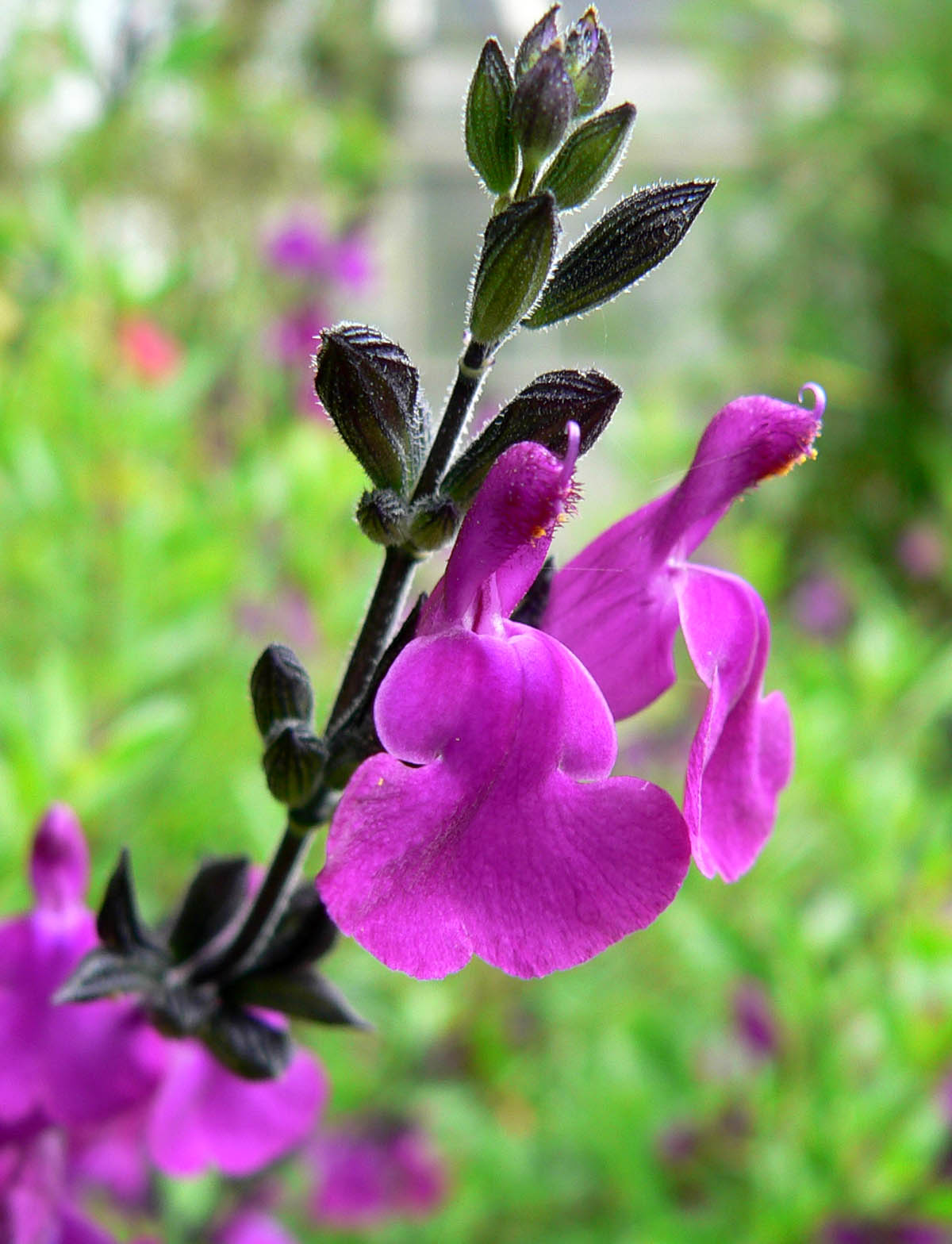
Salvia muelleri

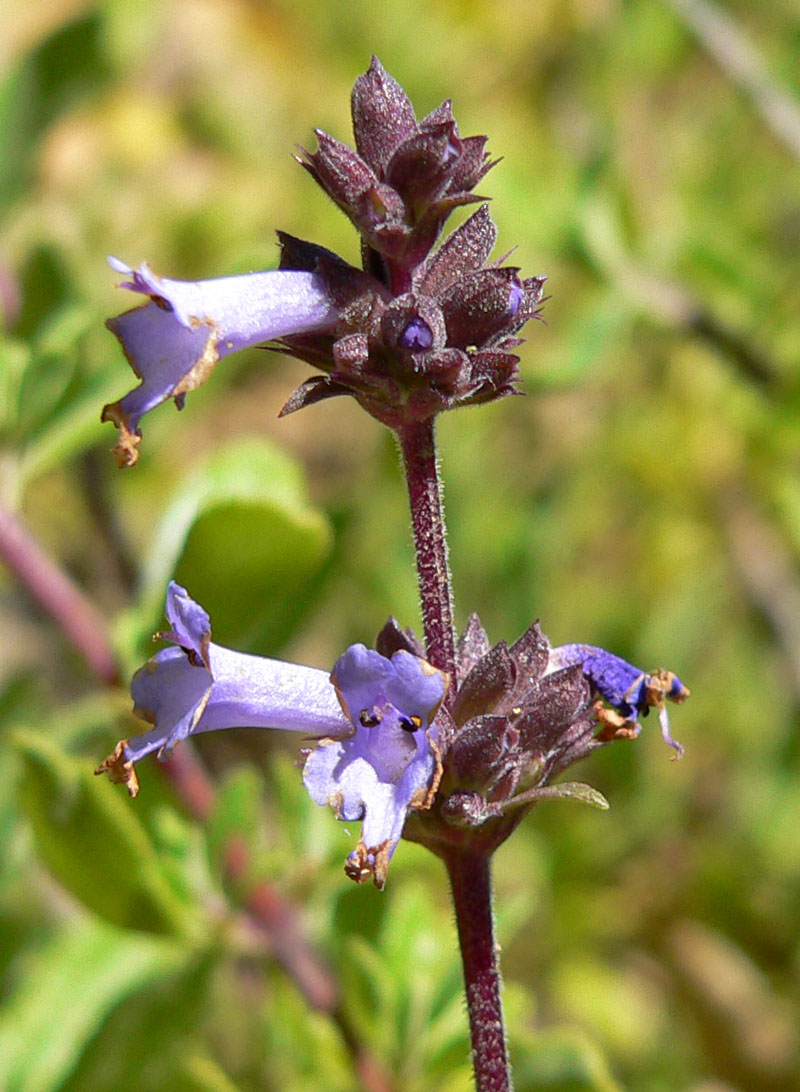
Salvia munzii

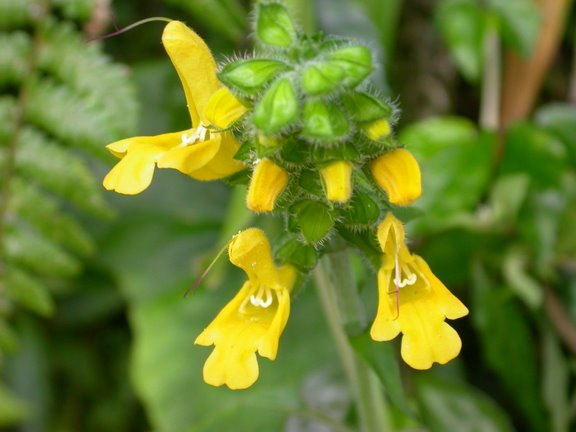
Salvia nipponica

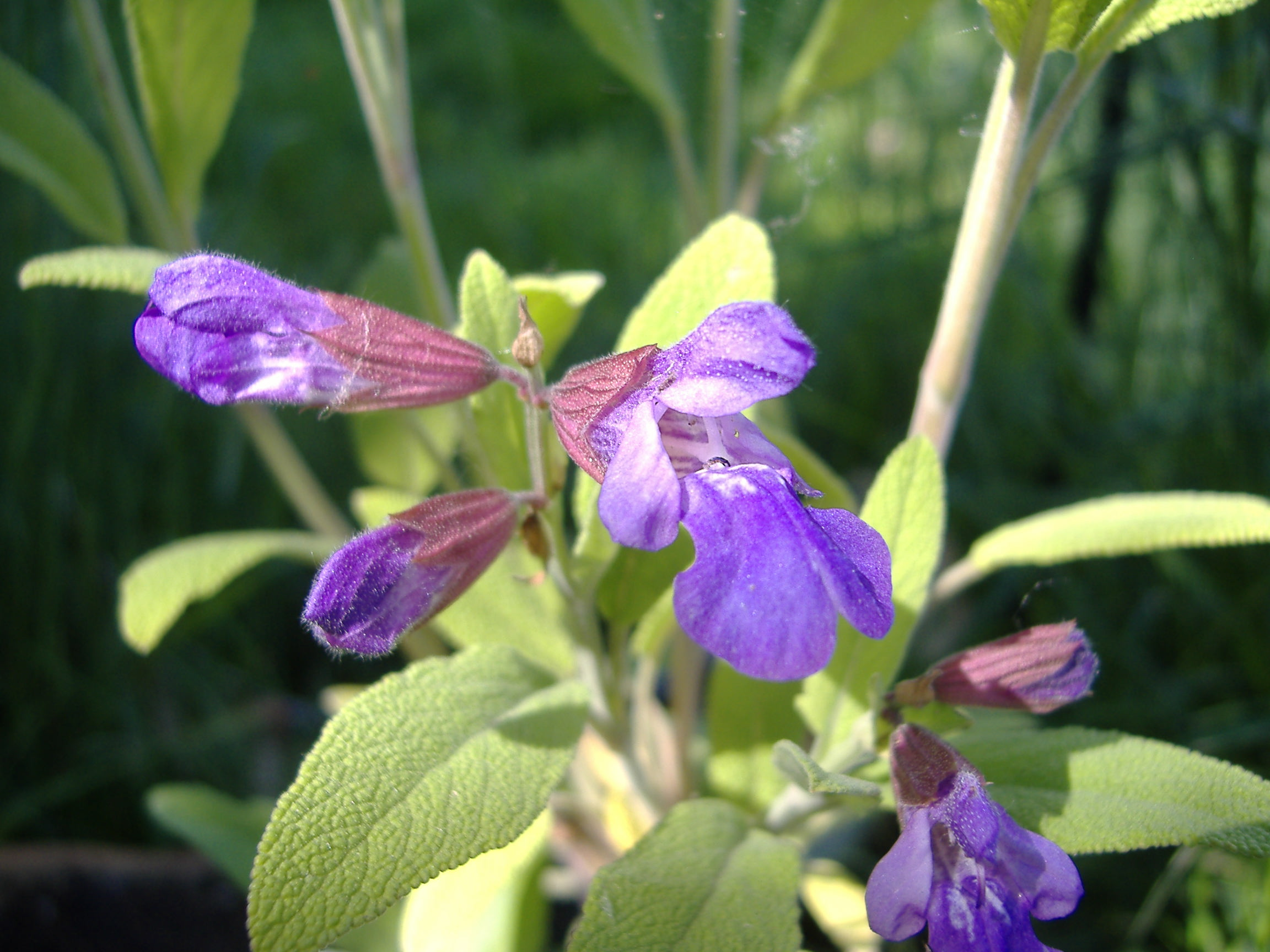
Salvia officinalis

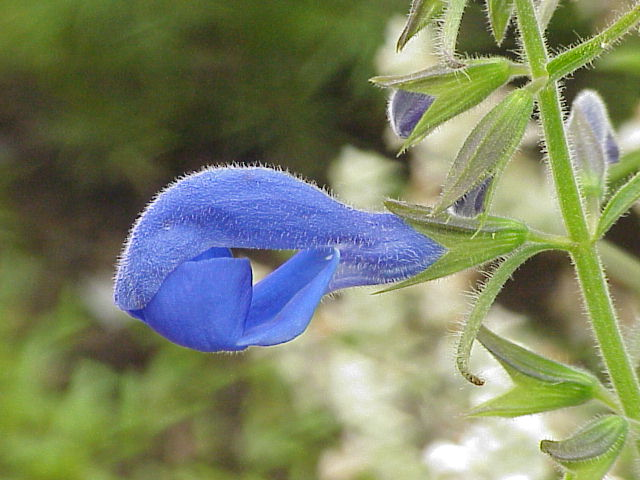
Salvia patens

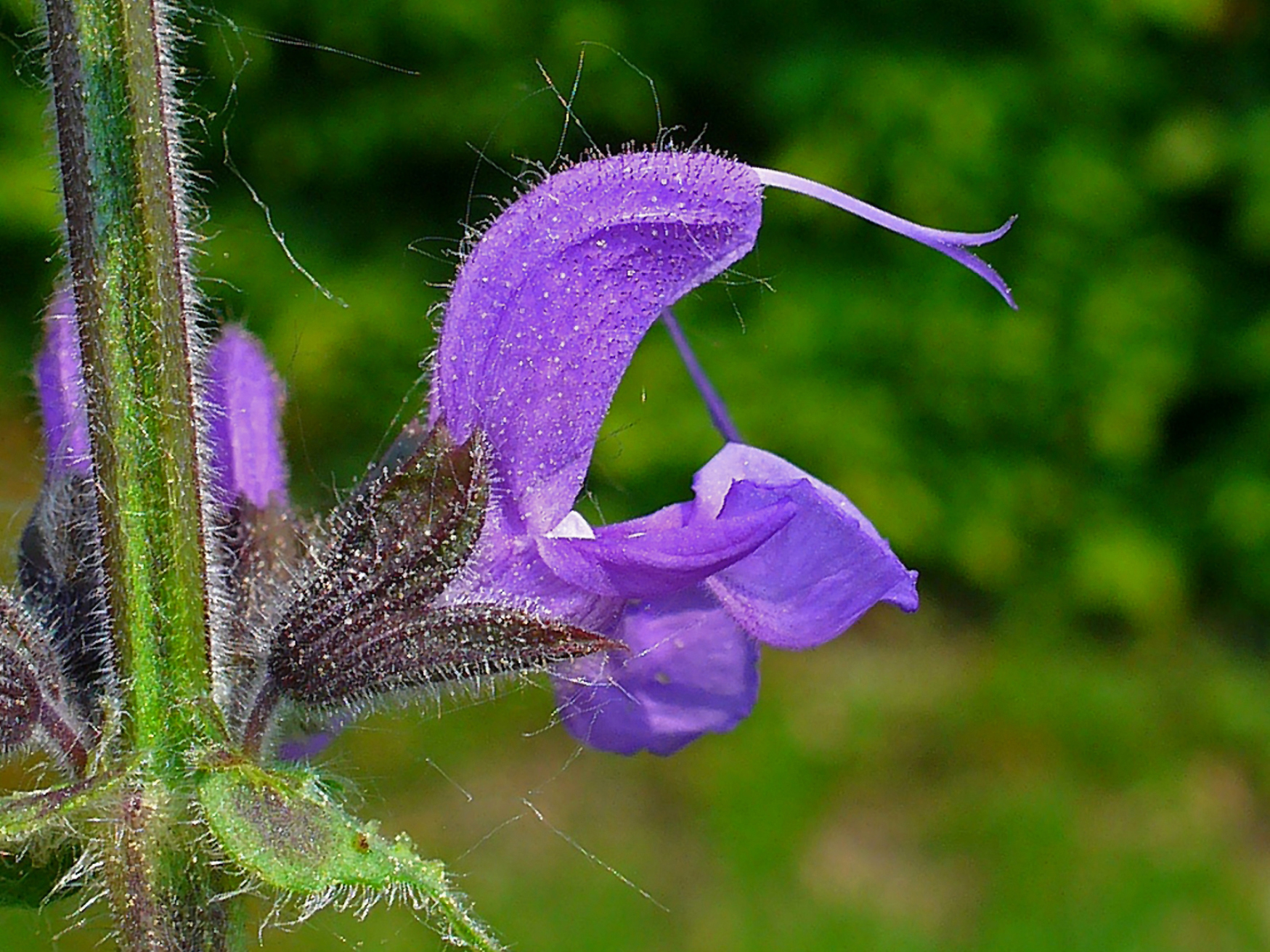
Salvia pratensis

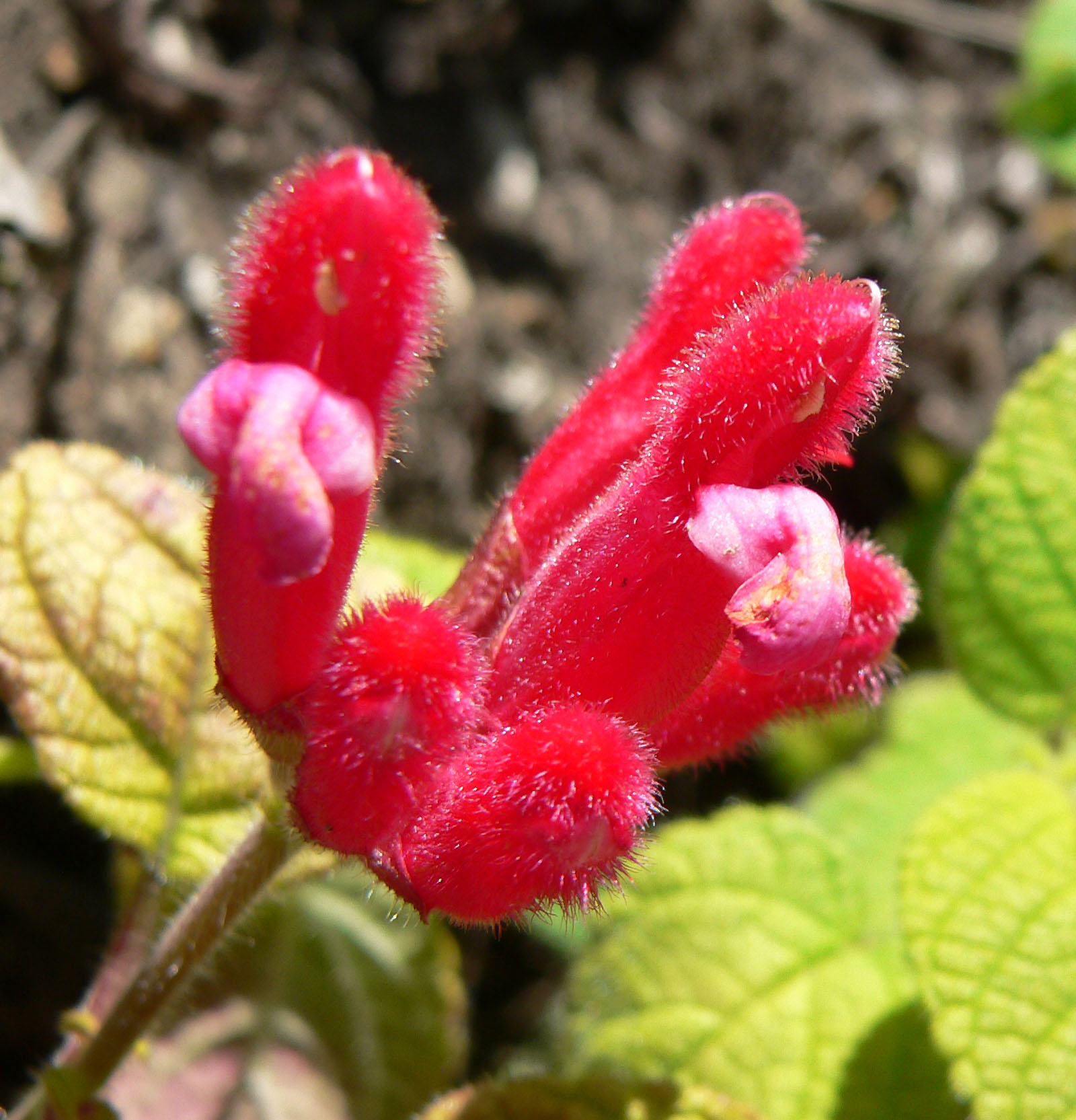
Salvia pulchella

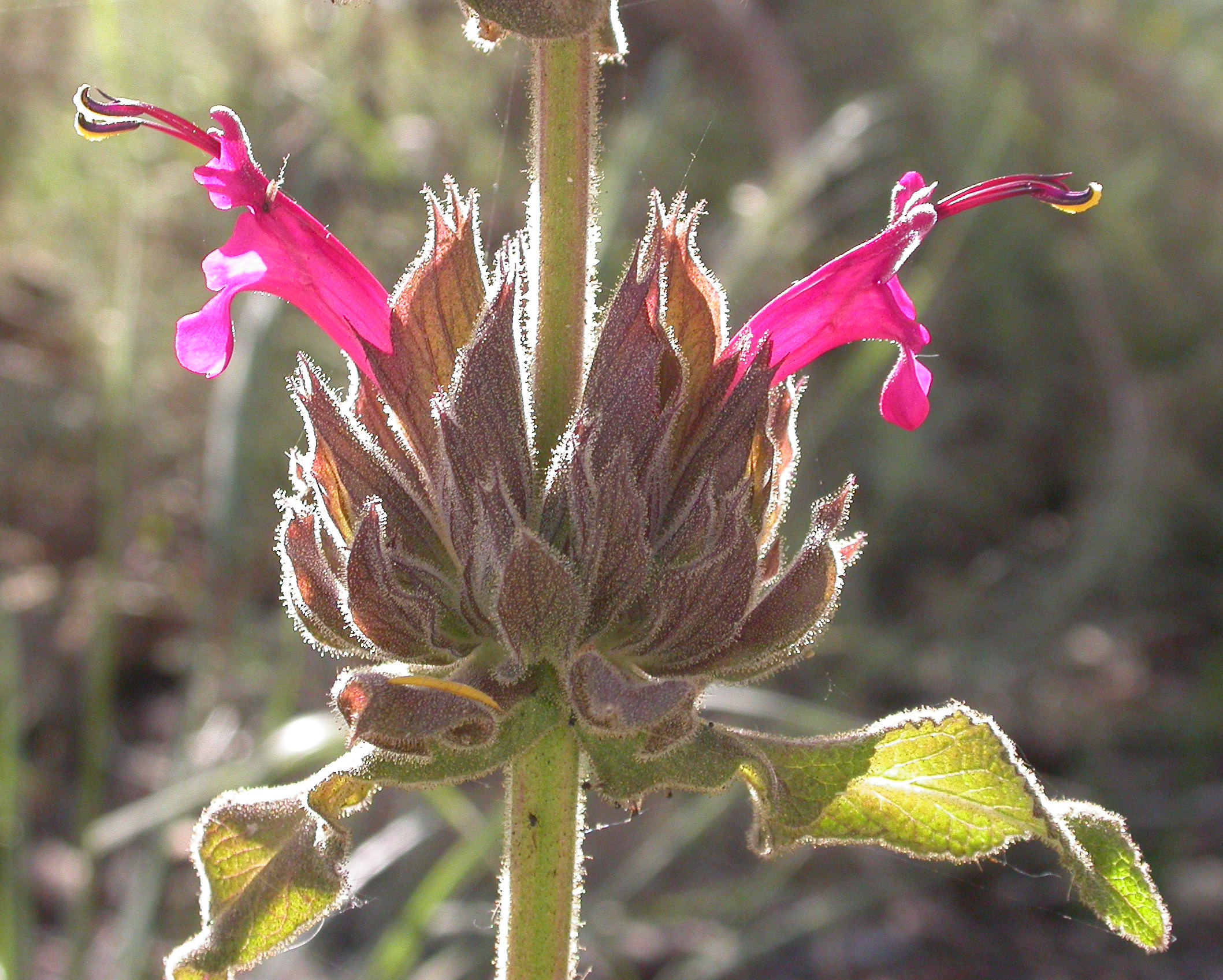
Salvia spathacea

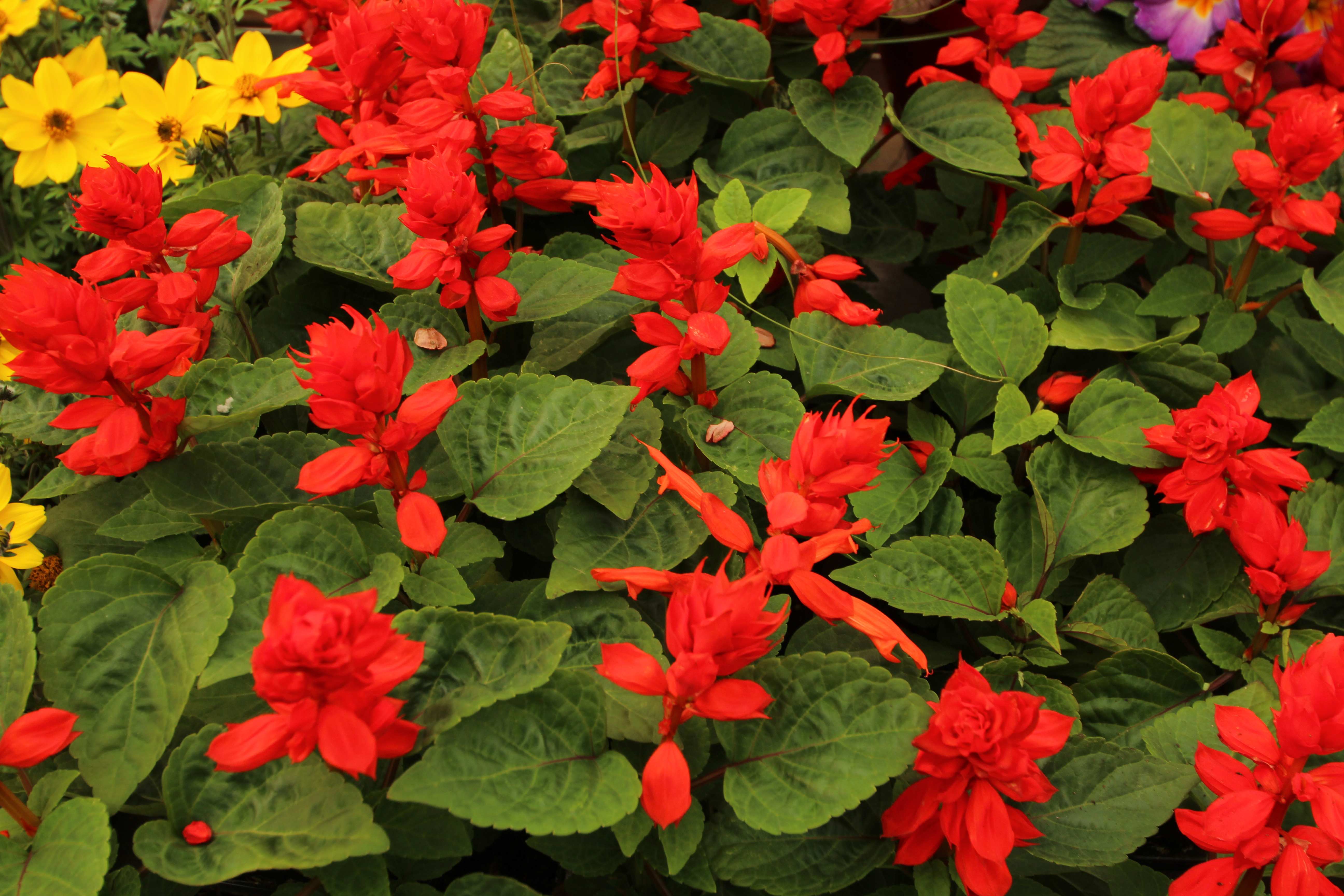
Salvia splendens

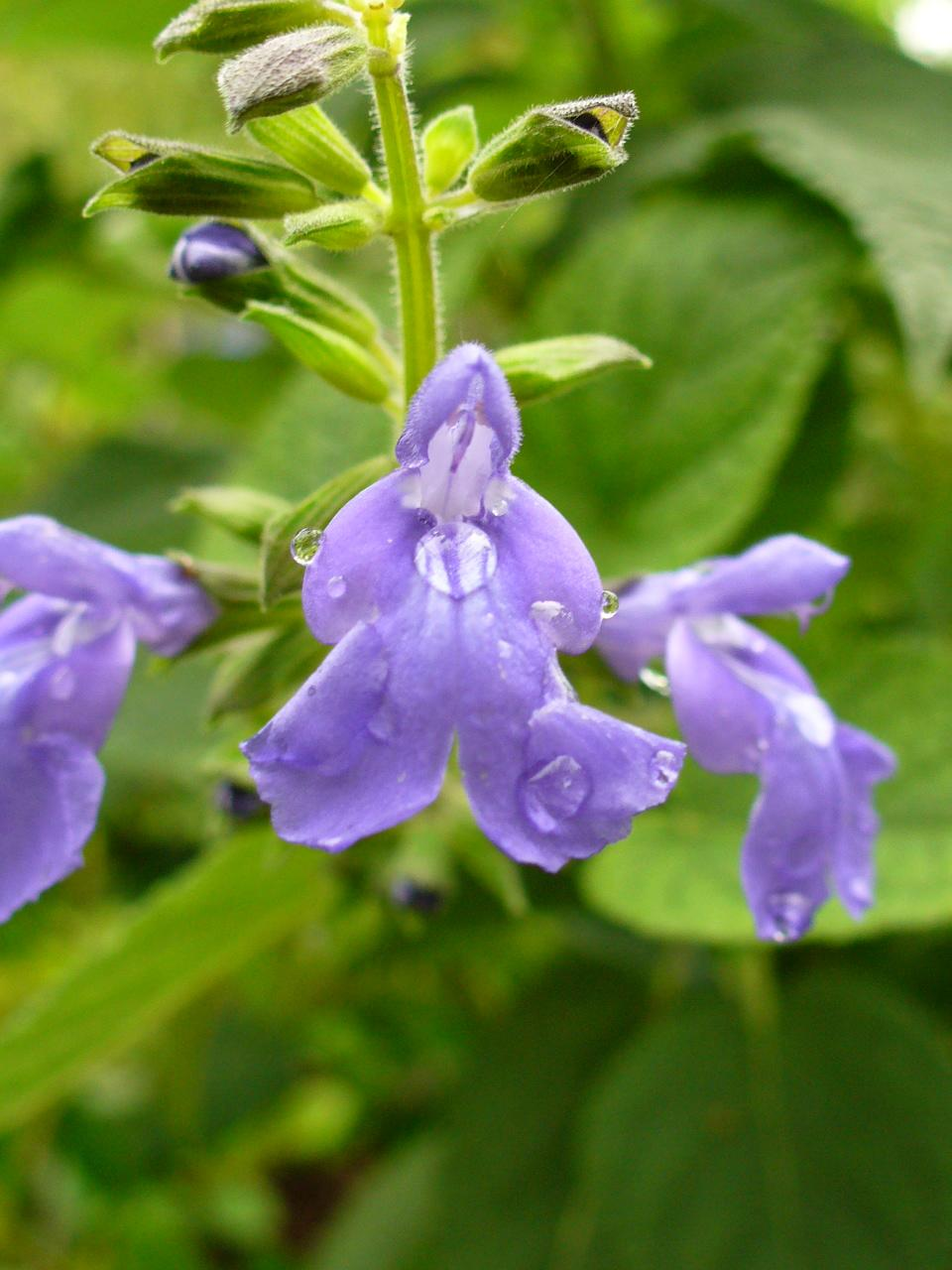
Salvia urica

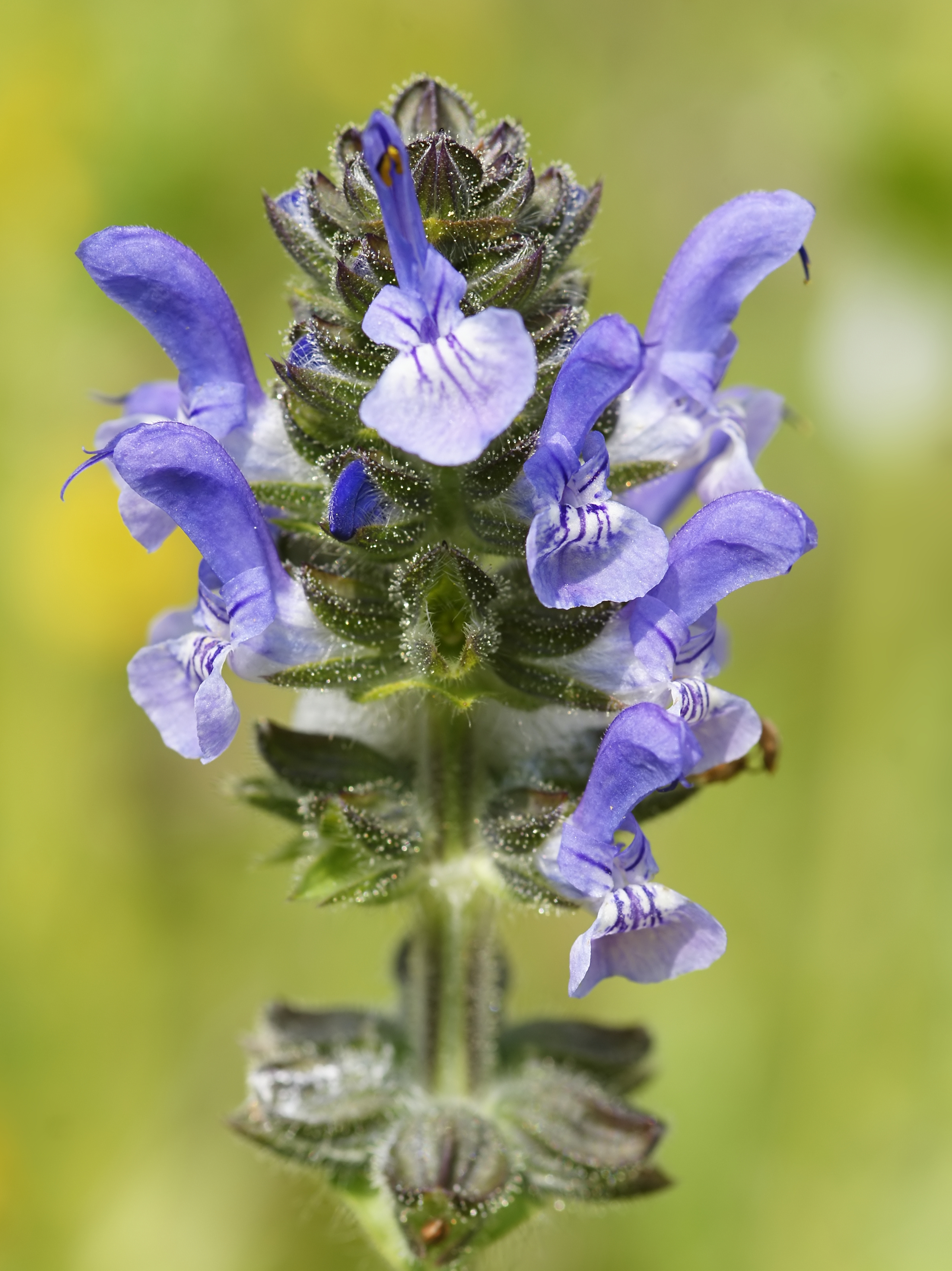
Salvia verbenaca

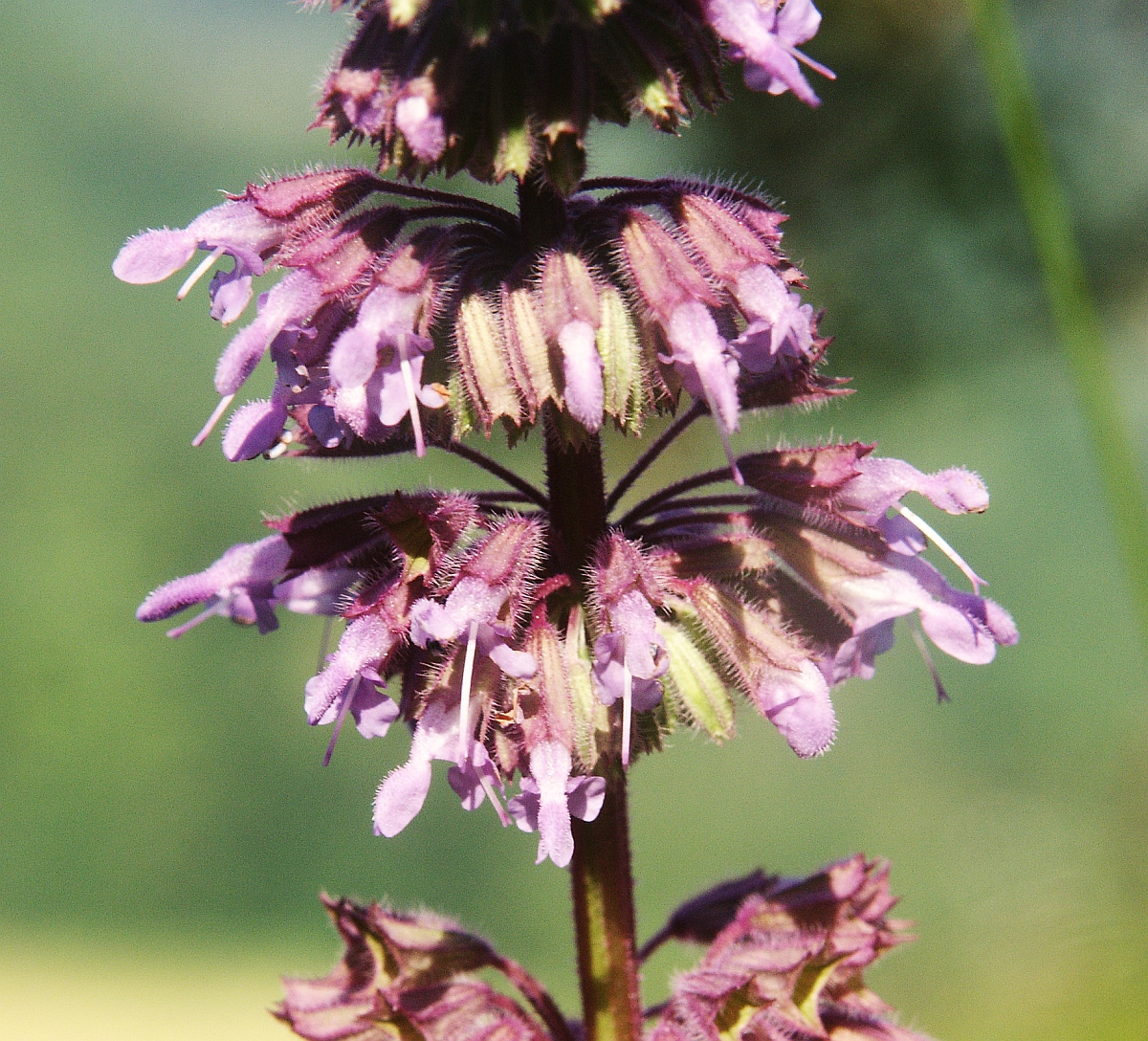
Salvia verticillata

## Systematyka
Lista gatunków
- Salvia absconditiflora Greuter & Burdet
- Salvia acerifolia B.L.Turner
- Salvia acuminata Ruiz & Pav.
- Salvia adenocaulon P.H.Davis
- Salvia adenophora Fernald
- Salvia adenophylla Hedge & Hub.-Mor.
- Salvia adiantifolia E.Peter
- Salvia adoxoides C.Y.Wu
- Salvia aegyptiaca L.
- Salvia aequidens Botsch.
- Salvia aequidistans Fernald
- Salvia aerea H.Lév.
- Salvia aethiopis L.
- Salvia africana-caerulea L.
- Salvia africana-lutea L.
- Salvia alamosana Rose
- Salvia alariformis L.O.Williams
- Salvia alata Epling
- Salvia alatipetiolata Y.Z. Sun
- Salvia alba J.R.I.Wood
- Salvia albicaulis Benth.
- Salvia albiflora M.Martens & Galeotti
- Salvia albimaculata Hedge & Hub.-Mor. – szałwia biało plamkowana
- Salvia albocaerulea Linden
- Salvia alborosea Epling & Játiva
- Salvia alexeenkoi Pobed.
- Salvia algeriensis Desf.
- Salvia aliciae E.P.Santos
- Salvia altissima Pohl
- Salvia alvajaca Oerst.
- Salvia amethystina Sm.
- Salvia amissa Epling
- Salvia amplexicaulis Lam.
- Salvia amplicalyx E.Peter
- Salvia amplifrons Briq.
- Salvia anastomosans Ramamoorthy
- Salvia anatolica Hamzaoglu & A.Duran
- Salvia andreji Pobed.
- Salvia anguicoma Epling
- Salvia angulata Benth.
- Salvia angustiarum Epling
- Salvia apiana Jeps. – szałwia biała
- Salvia apparicii Brade & Barb.Per.
- Salvia appendiculata E.Peter
- Salvia arabica Al-Musawi & Weinert
- Salvia aramiensis Rech.f.
- Salvia arborescens Urb. & Ekman
- Salvia arbuscula Fernald
- Salvia arduinervis Urb. & Ekman
- Salvia arenaria A.St.-Hil. ex Benth.
- Salvia areolata Epling
- Salvia areysiana Deflers
- Salvia argentea L. – szałwia srebrzysta
- Salvia ariana Hedge
- Salvia aridicola Briq.
- Salvia aristata Aucher ex Benth.
- Salvia arizonica A.Gray
- Salvia arthrocoma Fernald
- Salvia articulata Epling
- Salvia aspera M.Martens & Galeotti
- Salvia asperata Falc. ex Benth.
- Salvia assurgens Kunth
- Salvia atrocalyx Epling
- Salvia atrocyanea Epling
- Salvia atropaenulata Epling
- Salvia atropatana Bunge
- Salvia atropurpurea C.Y.Wu
- Salvia atrorubra C.Y.Wu
- Salvia aucheri Benth.
- Salvia aurita L.f.
- Salvia austriaca Jacq. – szałwia austriacka
- Salvia austromelissodora Epling & Játiva
- Salvia axillaris Moc. & Sessé ex Benth.
- Salvia axilliflora Epling
- Salvia ayavazensis Kunth
- Salvia aytachii Vural & Adigüzel
- Salvia azurea Michx. ex Vahl – szałwia błękitna
- Salvia bahorucona Urb. & Ekman
- Salvia baimaensis S.W.Su & Z.A.Shen
- Salvia balansae Noë ex Coss.
- Salvia balaustina Pohl
- Salvia baldshuanica Lipsky
- Salvia ballotiflora Benth.
- Salvia ballsiana (Rech.f.) Hedge
- Salvia bariensis Thulin
- Salvia barrelieri Etl.
- Salvia bazmanica Rech.f. & Esfand.
- Salvia beckeri Trautv.
- Salvia benthamiana Gardner ex Fielding
- Salvia betulifolia Epling
- Salvia bifidocalyx C.Y.Wu & Y.C.Huang
- Salvia biserrata M.Martens & Galeotti
- Salvia blancoana Webb & Heldr.
- Salvia blepharochlaena Hedge & Hub.-Mor.
- Salvia blepharophylla Brandegee ex Epling
- Salvia boegei Ramamoorthy
- Salvia bogotensis Benth.
- Salvia booleana B.L.Turner
- Salvia borjensis E.P.Santos
- Salvia bowleyana Dunn
- Salvia brachiata Bojer ex Bentham
- Salvia brachyantha (Bordz.) Pobed.
- Salvia brachyloba Urb.
- Salvia brachyloma E.Peter
- Salvia brachyodon Vandas
- Salvia brachyodonta Briq.
- Salvia brachyphylla Urb.
- Salvia bracteata Banks & Sol.
- Salvia brandegeei Munz
- Salvia breviconnectivata Y.Z.Sun ex C.Y.Wu
- Salvia breviflora Moc. & Sessé ex Benth.
- Salvia brevilabra Franch.
- Salvia brevipes Benth.
- Salvia broussonetii Benth.
- Salvia buchananii Hedge – szałwia Buchanana
- Salvia bucharica Popov
- Salvia buchii Urb.
- Salvia bulleyana Diels
- Salvia bullulata Benth.
- Salvia caaguazuensis Briq.
- Salvia cabonii Urb.
- Salvia cabulica Benth.
- Salvia cacaliifolia Benth.
- Salvia cadmica Boiss.
- Salvia caespitosa Montbret & Aucher ex Benth.
- Salvia calaminthifolia Vahl
- Salvia calcicola Harley
- Salvia californica Brandegee
- Salvia calolophos Epling
- Salvia camarifolia Benth.
- Salvia campanulata Wall. ex Benth.
- Salvia campicola Briq.
- Salvia camporum Epling
- Salvia campylodonta Botsch.
- Salvia canariensis L.
- Salvia candelabrum Boiss.
- Salvia candicans M.Martens & Galeotti
- Salvia candidissima Vahl
- Salvia canescens C.A.Mey.
- Salvia capillosa Epling
- Salvia carbonoi Fern.Alonso
- Salvia cardenasii J.R.I.Wood
- Salvia cardiophylla Benth.
- Salvia carduacea Benth.
- Salvia carnea Kunth
- Salvia carrilloi Véliz & Quedensley
- Salvia cassia Sam. ex Rech.f.
- Salvia castanea Diels
- Salvia cataractarum Briq.
- Salvia caudata Epling
- Salvia cavaleriei H.Lév.
- Salvia caymanensis Millsp. & Uline
- Salvia cedronella Boiss.
- Salvia cedrosensis Greene
- Salvia ceratophylla L.
- Salvia cerinopruinosa Rech.f.
- Salvia cerradicola E.P.Santos
- Salvia chalarothyrsa Fernald
- Salvia chamaedryoides Cav.
- Salvia chamelaeagnea Berg.
- Salvia chanryoenica Nakai
- Salvia chapadensis E.P.Santos & Harley
- Salvia chapalensis Briq.
- Salvia chazaroana B.L.Turner
- Salvia chiapensis Fernald
- Salvia chicamochae J.R.I.Wood & Harley
- Salvia chienii E.Peter
- Salvia chinensis Benth.
- Salvia chionantha Boiss.
- Salvia chionopeplica Epling
- Salvia chionophylla Fernald
- Salvia chloroleuca Rech.f. & Aellen
- Salvia chorassanica Bunge
- Salvia chrysophylla Stapf
- Salvia chuanxiensis Z.Y.Zhu, B.Q.Min & Qiu L.Wang
- Salvia chudaei Batt. & Trab.
- Salvia chunganensis C.Y.Wu & Y.C.Huang
- Salvia cilicica Boiss.
- Salvia cinnabarina M.Martens & Galeotti
- Salvia circinnata Cav.
- Salvia clarendonensis Britton
- Salvia clarkcowanii B.L.Turner
- Salvia clausa Vell.
- Salvia clevelandii (A.Gray) Greene
- Salvia clinopodioides Kunth
- Salvia coahuilensis Fernald
- Salvia coccinea Buc'hoz ex Etl. – szałwia szkarłatna
- Salvia cocuyana Fern.Alonso
- Salvia codazziana Fern.Alonso
- Salvia coerulea Benth.
- Salvia cognata Urb. & Ekman
- Salvia colonica Standl. & L.O.Williams ex Klitg.
- Salvia columbariae Benth.
- Salvia comayaguana Standl.
- Salvia compar (Wissjul.) Trautv. ex Sosn.
- Salvia compressa Vent.
- Salvia compsostachys Epling
- Salvia concolor Lamb. ex Benth.
- Salvia confertiflora Pohl
- Salvia congestiflora Epling
- Salvia connivens Epling
- Salvia consimilis Epling
- Salvia consobrina Epling
- Salvia corazonica Gilli
- Salvia cordata Benth.
- Salvia coriana Quedensley & Véliz
- Salvia corrugata Vahl
- Salvia costaricensis Oerst.
- Salvia costata Epling
- Salvia coulteri Fernald
- Salvia crinigera Gand.
- Salvia crucis Epling
- Salvia cruckshanksii Benth.
- Salvia cryptoclada Baker
- Salvia cryptodonta Fernald
- Salvia cuatrecasana Epling
- Salvia cubensis Britton & P.Wilson
- Salvia curta Epling
- Salvia curticalyx Epling
- Salvia curtiflora Epling
- Salvia curviflora Benth.
- Salvia cuspidata Ruiz & Pav.
- Salvia cyanantha Epling
- Salvia cyanescens Boiss. & Balansa
- Salvia cyanicalyx Epling
- Salvia cyanocephala Epling
- Salvia cyanotropha Epling
- Salvia cyclostegia E.Peter
- Salvia cylindriflora Epling
- Salvia cynica Dunn
- Salvia dabieshanensis J.Q.He
- Salvia darcyi J.Compton
- Salvia dasyantha Lem.
- Salvia decumbens Alain
- Salvia decurrens Epling
- Salvia densiflora Benth.
- Salvia dentata Aiton
- Salvia deserta Schangin
- Salvia deserti Decne.
- Salvia desoleana Atzei & V.Picci
- Salvia diamantina E.P.Santos & Harley
- Salvia dichlamys Epling
- Salvia dichroantha Stapf
- Salvia digitaloides Diels
- Salvia discolor Kunth
- Salvia disermas L.
- Salvia disjuncta Fernald
- Salvia divaricata Montbret & Aucher ex Benth.
- Salvia divinorum Epling & Játiva – szałwia wieszcza
- Salvia dolichantha E.Peter
- Salvia dolomitica Codd
- Salvia dombeyi Epling
- Salvia dominica L.
- Salvia dorisiana Standl.
- Salvia dorrii (Kellogg) Abrams
- Salvia drobovii Botsch.
- Salvia drusica Mouterde
- Salvia drymocharis Epling ex Standl.
- Salvia dryophila Epling
- Salvia dugesiana Epling
- Salvia dumetorum Andrz. ex Besser – szałwia zaroślowa
- Salvia durantiflora Epling
- Salvia durifolia Epling
- Salvia duripes Epling & Mathias
- Salvia ecbatanensis Stapf
- Salvia ecuadorensis Briq.
- Salvia eichleriana Heldr. ex Halácsy
- Salvia eigii Zohary
- Salvia eizi-matudae Ramamoorthy
- Salvia ekimiana Celep & Doğan
- Salvia elegans Vahl – szałwia ananasowa
- Salvia elenevskyi Pobed.
- Salvia emaciata Epling
- Salvia engelmannii A.Gray
- Salvia eplingiana Alziar
- Salvia eremophila Boiss.
- Salvia eremostachya Jeps.
- Salvia eriocalyx Bertero ex Roem. & Schult.
- Salvia eriophora Boiss. & Kotschy
- Salvia ernesti-vargasii C.Nelson
- Salvia ertekinii Yild.
- Salvia erythropoda Rusby
- Salvia erythrostephana Epling
- Salvia erythrostoma Epling
- Salvia espirito-santensis Brade & Barb.Per.
- Salvia euphratica Montbret & Aucher ex Benth.
- Salvia evansiana Hand.-Mazz.
- Salvia exilis Epling
- Salvia expansa Epling
- Salvia exserta Griseb.
- Salvia fairuziana R.M.Haber & Semaan
- Salvia falcata J.R.I.Wood & Harley
- Salvia farinacea Benth. – szałwia omączona
- Salvia filicifolia Merr.
- Salvia filifolia Ramamoorthy
- Salvia filipes Benth.
- Salvia firma Fernald
- Salvia flaccida Fernald
- Salvia flaccidifolia Fernald
- Salvia flava Forrest ex Diels
- Salvia flocculosa Benth.
- Salvia florida Benth.
- Salvia fluviatilis Fernald
- Salvia fominii Grossh. & Sosn.
- Salvia formosa L'Hér.
- Salvia forreri Greene
- Salvia forsskaolei L.
- Salvia foveolata Urb. & Ekman
- Salvia fracta L.O.Williams
- Salvia fragarioides C.Y.Wu
- Salvia freyniana Bornm.
- Salvia frigida Boiss.
- Salvia fruticetorum Benth.
- Salvia fruticosa Mill. – szałwia krzewiasta
- Salvia fruticulosa Benth.
- Salvia fugax Pobed.
- Salvia fulgens Cav.
- Salvia funckii Briq.
- Salvia funerea M.E.Jones
- Salvia fusca Epling
- Salvia fuscomanicata Fern.Alonso
- Salvia galloana B.L.Turner
- Salvia garedjii Troitsky
- Salvia gariepensis E.Mey.
- Salvia garipensis E. Mey. ex Benth.
- Salvia gattefossei Emb.
- Salvia geminata Thulin
- Salvia gesneriiflora Lindl. & Paxton
- Salvia ghiesbreghtii Fernald
- Salvia glabra M.Martens & Galeotti
- Salvia glabrata Kunth
- Salvia glabrescens Makino
- Salvia glabricaulis Pobed.
- Salvia glandulifera Cav.
- Salvia glechomifolia Kunth
- Salvia glumacea Kunth
- Salvia glutinosa L. – szałwia lepka
- Salvia goldmanii Fernald
- Salvia golneviana Rzazade
- Salvia gontscharowii Kudrjasch.
- Salvia gonzalezii Fernald
- Salvia gracilipes Epling
- Salvia graciliramulosa Epling & Játiva
- Salvia grandifolia W.W.Sm.
- Salvia grandis Epling
- Salvia granitica Hochst.
- Salvia gravida Epling
- Salvia greatae Brandegee
- Salvia greggii A.Gray
- Salvia grewiifolia S.Moore
- Salvia grisea Epling & Mathias
- Salvia griseifolia Epling
- Salvia grossheimii Sosn.
- Salvia guadalajarensis Briq.
- Salvia gypsophila B.L.Turner
- Salvia haenkei Benth.
- Salvia haitiensis Urb.
- Salvia hajastana Pobed.
- Salvia halaensis Vicary
- Salvia halophila Hedge
- Salvia hamulus Epling
- Salvia handelii E.Peter
- Salvia hapalophylla Epling
- Salvia harleyana E.P.Santos
- Salvia hatschbachii E.P.Santos
- Salvia haussknechtii Boiss.
- Salvia hayatae Makino ex Hayata
- Salvia hedgeana Dönmez
- Salvia heerii Regel
- Salvia heldreichiana Boiss.
- Salvia helianthemifolia Benth.
- Salvia henryi A.Gray
- Salvia herbacea Benth.
- Salvia herbanica A.Santos & M. Fernández
- Salvia hermesiana Fern.Alonso
- Salvia herrerae Epling
- Salvia heterochroa E.Peter
- Salvia heterofolia Epling & Mathias
- Salvia heterotricha Fernald
- Salvia hians Royle ex Benth.
- Salvia hidalgensis Miranda
- Salvia hierosolymitana Boiss.
- Salvia hilarii Benth.
- Salvia hillcoatiae Hedge
- Salvia himmelbaurii E.Peter
- Salvia hintonii Epling
- Salvia hirsuta Jacq.
- Salvia hirta Kunth
- Salvia hirtella Vahl
- Salvia hispanica L. – szałwia hiszpańska
- Salvia holwayi S.F.Blake
- Salvia honania L.H.Bailey
- Salvia hotteana Urb. & Ekman
- Salvia huberi Hedge
- Salvia humboldtiana F.Dietr.
- Salvia hupehensis E.Peter
- Salvia hydrangea DC. ex Benth.
- Salvia hylocharis Diels
- Salvia hypargeia Fisch. & C.A.Mey.
- Salvia hypochionaea Boiss.
- Salvia hypoleuca Benth.
- Salvia incumbens Urb. & Ekman
- Salvia incurvata Ruiz & Pav.
- Salvia indica L. – szałwia indyjska
- Salvia indigocephala Ramamoorthy
- Salvia infuscata Epling
- Salvia innoxia Epling & Mathias
- Salvia inornata Epling
- Salvia insignis Kudr.
- Salvia insularum Epling
- Salvia integrifolia Ruiz & Pav.
- Salvia interrupta Schousb.
- Salvia intonsa Epling
- Salvia involucrata Cav.
- Salvia iodantha Fernald
- Salvia iodophylla Epling
- Salvia ionocalyx Epling
- Salvia isensis Nakai ex H.Hara
- Salvia itaguassuensis Brade & Barb.Per.
- Salvia itatiaiensis Dusén
- Salvia iuliana Epling
- Salvia jacalana B.L.Turner
- Salvia jacobi Epling
- Salvia jaimehintoniana Ramamoorthy ex B.L.Turner
- Salvia jamaicensis Fawc.
- Salvia jaminiana Noë
- Salvia jamzadii Mozaff.
- Salvia japonica Thunb.
- Salvia jaramilloi Fern.Alonso
- Salvia jorgehintoniana Ramamoorthy ex B.L.Turner
- Salvia judaica Boiss. – szałwia judejska
- Salvia jurisicii Kosanin
- Salvia kamelinii Makhm.
- Salvia karabachensis Pobed.
- Salvia karwinskii Benth.
- Salvia keerlii Benth.
- Salvia kellermanii Donn.Sm.
- Salvia kermanshahensis Rech.f.
- Salvia kiangsiensis C.Y.Wu
- Salvia kiaometiensis H.Lév.
- Salvia komarovii Pobed.
- Salvia korolkovii Regel & Schmalh.
- Salvia koyamae Makino
- Salvia kronenburgii Rech.f.
- Salvia kurdica Boiss. & Hohen. ex Benth.
- Salvia kuznetzovii Sosn.
- Salvia lachnaioclada Briq.
- Salvia lachnocalyx Hedge
- Salvia lachnostachys Benth.
- Salvia lachnostoma Epling
- Salvia laevis Benth.
- Salvia lamiifolia Jacq.
- Salvia lanceolata Lam.
- Salvia langlassei Fernald
- Salvia languidula Epling
- Salvia lanicalyx Epling
- Salvia lanicaulis Epling & Játiva
- Salvia lanigera Poir.
- Salvia lankongensis C.Y.Wu
- Salvia lapazana B.L.Turner
- Salvia lasiantha Benth.
- Salvia lasiocephala Hook. & Arn.
- Salvia lavandula Alain
- Salvia lavanduloides Kunth
- Salvia laxispicata Epling
- Salvia leninae Epling
- Salvia lenta Fernald
- Salvia leonia Benth.
- Salvia leptostachys Benth.
- Salvia leriifolia Benth.
- Salvia leucantha Cav.
- Salvia leucocephala Kunth
- Salvia leucochlamys Epling
- Salvia leucodermis Baker
- Salvia leucophylla Greene
- Salvia libanensis Rusby
- Salvia liguliloha Y.Z.Sun
- Salvia lilacinocoerulea Nevski
- Salvia limbata C.A.Mey.
- Salvia lineata Benth.
- Salvia lipskyi Pobed.
- Salvia littae Vis.
- Salvia lobbii Epling
- Salvia longibracteolata E.P.Santos
- Salvia longipedicellata Hedge
- Salvia longispicata M.Martens & Galeotti
- Salvia longistyla Benth.
- Salvia lophanthoides Fernald
- Salvia loxensis Benth.
- Salvia lozanii Fernald
- Salvia lutescens (Koidz.) Koidz.
- Salvia lyallii Benth.
- Salvia lycioides A.Gray
- Salvia lyrata L.
- Salvia macellaria Epling
- Salvia macilenta Boiss.
- Salvia macrocalyx Gardner
- Salvia macrochlamys Boiss. & Kotschy
- Salvia macrophylla Benth.
- Salvia macrosiphon Boiss.
- Salvia macrostachya Kunth
- Salvia madrensis Seem.
- Salvia mairei H.Lév.
- Salvia malvifolia Epling & Játiva
- Salvia manantlanensis Ramamoorthy
- Salvia manaurica Fern.Alonso
- Salvia marashica Ilçim, Celep & Dogan
- Salvia marci Epling
- Salvia margaritae Botsch.
- Salvia mattogrossensis Pilg.
- Salvia maximowicziana Hemsl.
- Salvia maymanica Hedge
- Salvia mayorii Briq.
- Salvia mazatlanensis Fernald
- Salvia mcvaughii Bedolla, Lara Cabrera & Zamudio
- Salvia medusa Epling & Játiva
- Salvia meiliensis S.W.Su
- Salvia mekongensis E.Peter
- Salvia melaleuca Epling
- Salvia melissiflora Benth.
- Salvia melissodora Lag.
- Salvia mellifera Greene
- Salvia mentiens Pohl
- Salvia merjamie Forssk.
- Salvia mexiae Epling
- Salvia mexicana L. – szałwia meksykańska
- Salvia microdictya Urb. & Ekman
- Salvia microphylla Kunth – szałwia drobnolistna
- Salvia microstegia Boiss. & Balansa
- Salvia miltiorrhiza Bunge
- Salvia minarum Briq.
- Salvia miniata Fernald
- Salvia mirzayanii Rech.f. & Esfand.
- Salvia misella Kunth
- Salvia mocinoi Benth.
- Salvia modesta Boiss.
- Salvia modica Epling
- Salvia mohavensis Greene
- Salvia monantha Brandegee ex Epling
- Salvia monclovensis Fernald
- Salvia moniliformis Fernald
- Salvia montbretii Benth.
- Salvia montecristina Urb. & Ekman
- Salvia moorcroftiana Wall. ex Benth.
- Salvia moranii B.L.Turner
- Salvia mornicola Urb. & Ekman
- Salvia mouretii Batt. & Pit.
- Salvia muelleri Epling
- Salvia muirii L.Bolus
- Salvia mukerjeei Bennet & Raizada
- Salvia multicaulis Vahl
- Salvia munzii Epling
- Salvia muscarioides Fernald
- Salvia namaensis Schinz
- Salvia nana Kunth
- Salvia nanchuanensis H.t'S.Sun
- Salvia napifolia Jacq.
- Salvia nazalena Hedge & Mouterde
- Salvia nemoralis Dusén ex Epling
- Salvia nemorosa L. – szałwia omszona
- Salvia neovidensis Benth.
- Salvia nepetoides Kunth
- Salvia nervata M.Martens & Galeotti
- Salvia nervosa Benth.
- Salvia nilotica Juss. ex Jacq.
- Salvia nipponica Miq.
- Salvia nitida (M.Martens & Galeotti) Benth.
- Salvia novoleontis B.L.Turner
- Salvia nubicola Wall. ex Sweet
- Salvia nubigena J.R.I.Wood & Harley
- Salvia nubilorum Játiva & Epling
- Salvia nutans L.
- Salvia nydeggeri Hub.-Mor.
- Salvia oaxacana Fernald
- Salvia oblongifolia M.Martens & Galeotti
- Salvia obtorta Epling
- Salvia obtusata Thunb.
- Salvia obumbrata Epling
- Salvia occidentalis Sw.
- Salvia occidua Epling
- Salvia occultiflora Epling
- Salvia ochrantha Epling
- Salvia ocimifolia Epling
- Salvia odontochlamys Hedge
- Salvia officinalis L. – szałwia lekarska
- Salvia oligantha Dusén
- Salvia oligophylla Aucher ex Benth.
- Salvia ombrophila Dusén
- Salvia omeiana E.Peter
- Salvia omerocalyx Hayata
- Salvia opertiflora Epling
- Salvia ophiocephala J.R.I.Wood
- Salvia oppositiflora Ruiz & Pav.
- Salvia orbignaei Benth.
- Salvia oreopola Fernald
- Salvia oresbia Fernald
- Salvia orthostachys Epling
- Salvia ovalifolia A.St.-Hil. ex Benth.
- Salvia oxyphora Briq.
- Salvia pachyphylla Epling ex Munz
- Salvia pachypoda Briq.
- Salvia pachystachya Trautv.
- Salvia palaestina Benth.
- Salvia palealis Epling
- Salvia palifolia Kunth
- Salvia pallida Benth.
- Salvia palmeri A.Gray
- Salvia pamplonitana Fern.Alonso
- Salvia pannosa Fernald
- Salvia pansamalensis Donn.Sm.
- Salvia paohsingensis C.Y.Wu
- Salvia paposana Phil.
- Salvia paraguariensis Briq.
- Salvia paramicola Fern.Alonso
- Salvia paramiltiorrhiza H.W.Li & X.L.Huang
- Salvia parciflora Urb.
- Salvia parryi A.Gray
- Salvia parvifolia Baker
- Salvia paryskii Skean & Judd
- Salvia patens Cav.
- Salvia pauciflora Kunth
- Salvia pauciserrata Benth.
- Salvia paulwalleri B.L.Turner
- Salvia paupercula Epling
- Salvia pavonii Benth.
- Salvia penduliflora Epling
- Salvia peninsularis Brandegee
- Salvia pennellii Epling
- Salvia pentstemonoides K.Koch & C.D.Bouché
- Salvia peratica Paine
- Salvia perblanda Epling
- Salvia peregrina Epling
- Salvia pericona B.L.Turner
- Salvia perlonga Fernald
- Salvia perlucida Epling
- Salvia perplicata Epling
- Salvia perrieri Hedge
- Salvia persepolitana Boiss.
- Salvia persicifolia A.St.-Hil. ex Benth.
- Salvia personata Epling
- Salvia pexa Epling
- Salvia peyronii Boiss.
- Salvia phaenostemma Donn.Sm.
- Salvia phlomoides Asso
- Salvia piasezkii Maxim.
- Salvia pichinchensis Benth.
- Salvia pilifera Montbret & Aucher ex Benth.
- Salvia pineticola Epling
- Salvia pinguifolia (Fernald) Wooton & Standl.
- Salvia pinnata L.
- Salvia pisidica Boiss. & Heldr. ex Benth.
- Salvia platycheila A.Gray
- Salvia platyphylla Briq.
- Salvia plebeia R.Br.
- Salvia plectranthoides Griff.
- Salvia plumosa Ruiz & Pav.
- Salvia plurispicata Epling
- Salvia poculata Nábelek
- Salvia podadena Briq.
- Salvia pogonochila Diels ex Limpr.
- Salvia polystachya Cav.
- Salvia pomifera L. – szałwia jabłkowa
- Salvia porphyrocalyx Baker
- Salvia potaninii Krylov
- Salvia potentillifolia Boiss. & Heldr. ex Benth.
- Salvia potus Epling
- Salvia praestans Epling
- Salvia praeterita Epling
- Salvia prasiifolia Benth.
- Salvia pratensis L. – szałwia łąkowa
- Salvia prattii Hemsl.
- Salvia prilipkoana Grossh. & Sosn.
- Salvia primuliformis Epling
- Salvia pringlei B.L.Rob. & Greenm.
- Salvia prionitis Hance
- Salvia procurrens Benth.
- Salvia propinqua Benth.
- Salvia prostratus Hook.f.
- Salvia protracta Benth.
- Salvia pruinosa Fernald
- Salvia prunelloides Kunth – szałwia głowienkowata
- Salvia prunifolia Fernald
- Salvia przewalskii Maxim.
- Salvia pseudeuphratica Rech.f.
- Salvia pseudoincisa Epling
- Salvia pseudojaminiana A.Chev.
- Salvia pseudomisella Moran & G.A.Levin
- Salvia pseudopallida Epling
- Salvia pseudoprivoides Epling
- Salvia pseudorosmarinus Epling
- Salvia pseudoserotina Epling
- Salvia psilantha Epling
- Salvia psilostachya Epling
- Salvia pterocalyx Hedge
- Salvia pteroura Briq.
- Salvia puberula Fernald
- Salvia pubescens Benth.
- Salvia pulchella DC.
- Salvia punctata Ruiz & Pav.
- Salvia purepecha Bedolla, Lara Cabrera & Zamudio
- Salvia purpurea Cav. – szałwia purpurowa
- Salvia purpusii Brandegee
- Salvia pusilla Fernald
- Salvia pygmaea Matsum.
- Salvia qimenensis S.W.Su & J.Q.He
- Salvia quercetorum Epling
- Salvia quezelii Hedge & Afzal-Rafii
- Salvia quitensis Benth.
- Salvia radula Benth.
- Salvia ramamoorthyana Espejo
- Salvia ramosa Brandegee
- Salvia ranzaniana Makino
- Salvia raveniana Ramamoorthy
- Salvia raymondii J.R.I.Wood
- Salvia rechingeri Hedge
- Salvia recognita Fisch. & C.A.Mey.
- Salvia recurva Benth.
- Salvia reeseana Hedge & Hub.-Mor.
- Salvia reflexa Hornem.
- Salvia regla Cav.
- Salvia regnelliana Briq.
- Salvia reitzii Epling
- Salvia remota Benth.
- Salvia repens Burch. ex Benth.
- Salvia reptans Jacq.
- Salvia retinervia Briq.
- Salvia reuteriana Boiss.
- Salvia revoluta Ruiz & Pav.
- Salvia rhodostephana Epling
- Salvia rhombifolia Ruiz & Pav.
- Salvia rhyacophila (Fernald) Epling
- Salvia rhytidea Benth.
- Salvia richardsonii B.L.Turner
- Salvia ringens Sm.
- Salvia rivularis Gardner
- Salvia roborowskii Maxim.
- Salvia roemeriana Scheele
- Salvia roscida Fernald
- Salvia rosei Fernald
- Salvia rosifolia Sm.
- Salvia rosmarinoides A.St.-Hil. ex Benth.
- Salvia rostellata Epling
- Salvia rubescens Kunth
- Salvia rubifolia Boiss.
- Salvia rubrifaux Epling
- Salvia rubriflora Epling
- Salvia rubropunctata B.L.Rob. & Fernald
- Salvia rufula Kunth
- Salvia runcinata L.f.
- Salvia rupicola Fernald
- Salvia rusbyi Britton ex Rusby
- Salvia russellii Benth.
- Salvia rypara Briq.
- Salvia rzedowskii Ramamoorthy
- Salvia saccardiana (Pamp.) Del Carr. & Garbari
- Salvia saccifera Urb. & Ekman
- Salvia sacculus Epling
- Salvia sagittata Ruiz & Pav.
- Salvia sahendica Boiss. & Buhse
- Salvia salicifolia Pohl
- Salvia samuelssonii Rech.f.
- Salvia sanctae-luciae Seem.
- Salvia santolinifolia Boiss.
- Salvia sapinea Epling
- Salvia sarmentosa Epling
- Salvia saxicola Wall. ex Benth.
- Salvia scabiosifolia Lam.
- Salvia scabra Thunb.
- Salvia scabrata Britton & P.Wilson
- Salvia scabrida Pohl
- Salvia scandens Epling
- Salvia scapiformis Hance
- Salvia scaposa Epling
- Salvia schimperi Benth.
- Salvia schizocalyx E.Peter
- Salvia schizochila E.Peter
- Salvia schlechteri Briq.
- Salvia schmalbausenii Regel
- Salvia sciaphila (J.R.I.Wood & Harley) Fern.Alonso
- Salvia sclarea L. – szałwia muszkatołowa
- Salvia sclareoides Brot.
- Salvia sclareopsis Bornm. ex Hedge
- Salvia scoparia Epling
- Salvia scutellarioides Kunth
- Salvia scytinophylla Briq.
- Salvia secunda Benth.
- Salvia seemannii Fernald
- Salvia segtinophylla Briq.
- Salvia selguapensis Ant.Molina
- Salvia selleana Urb.
- Salvia sellowiana Benth.
- Salvia semiatrata Zucc.
- Salvia seravschanica Regel & Schmalh.
- Salvia serboana B.L.Turner
- Salvia sericeotomentosa Rech.f.
- Salvia serotina L.
- Salvia serpyllifolia Fernald
- Salvia serranoae J.R.I.Wood
- Salvia sessei Benth.
- Salvia sessilifolia Baker
- Salvia setosa Fernald
- Salvia setulosa Fernald
- Salvia shannonii Donn.Sm.
- Salvia sharifii Rech.f. & Esfand.
- Salvia sharpii Epling & Mathias
- Salvia sigchosica Fern.Alonso
- Salvia siirtica Kahraman, Celep & Doğan
- Salvia sikkimensis E.Peter
- Salvia silvarum Epling
- Salvia similis Brandegee
- Salvia sinaloensis Fernald
- Salvia sinica Migo
- Salvia smithii E.Peter
- Salvia smyrnaea Boiss.
- Salvia somalensis Vatke
- Salvia sonchifolia C.Y.Wu
- Salvia sonklarii Pant.
- Salvia sonomensis Greene
- Salvia sophrona Briq.
- Salvia sordida Benth.
- Salvia sparsiflora Epling
- Salvia spathacea Greene
- Salvia speciosa C.Presl ex Benth.
- Salvia speirematoides C.Wright
- Salvia sphacelifolia Epling
- Salvia sphacelioides Benth.
- Salvia spinosa L.
- Salvia splendens Sellow ex Schult. – szałwia błyszcząca
- Salvia sprucei Briq.
- Salvia squalens Kunth
- Salvia stachydifolia Benth.
- Salvia stachyoides Kunth
- Salvia staminea Montbret & Aucher ex Benth.
- Salvia stenophylla Burch. ex Benth.
- Salvia stibalii Alziar
- Salvia stolonifera Benth.
- Salvia striata Benth.
- Salvia strobilanthoides C.Wright ex Griseb.
- Salvia styphelos Epling
- Salvia subaequalis Epling
- Salvia subglabra (Urb.) Urb.
- Salvia subhastata Epling
- Salvia subincisa Benth.
- Salvia submutica Botsch. & Vved.
- Salvia subobscura Epling
- Salvia subpalmatinervis E.Peter
- Salvia subpatens Epling
- Salvia subrotunda A.St.-Hil. ex Benth.
- Salvia subrubens Epling
- Salvia subscandens Epling & Játiva
- Salvia substolonifera E.Peter
- Salvia sucrensis J.R.I.Wood
- Salvia suffruticosa Montbret & Aucher ex Benth.
- Salvia summa A.Nelson
- Salvia synodonta Epling
- Salvia syriaca L.
- Salvia tafallae Benth.
- Salvia taraxacifolia Coss. & Balansa
- Salvia tchihatcheffii (Fisch. & C.A.Mey.) Boiss.
- Salvia tebesana Bunge
- Salvia teddii Turrill
- Salvia tehuacana Fernald
- Salvia tenella Sw.
- Salvia tenorioi Ramamoorthy ex B.L.Turner
- Salvia tenuiflora Epling
- Salvia tepicensis Fernald
- Salvia teresae Fernald
- Salvia tesquicola Klok. & Pobed.
- Salvia tetrodonta Hedge
- Salvia texana (Scheele) Torr.
- Salvia textitlana B.L.Turner
- Salvia thermara Van Jaarsv.
- Salvia thermarum van Jaarsv.
- Salvia thomasiana Urb.
- Salvia thormannii Urb.
- Salvia thymoides Benth.
- Salvia thyrsiflora Benth.
- Salvia tianschanica Machm.
- Salvia tigrina Hedge & Hub.-Mor.
- Salvia tiliifolia Vahl
- Salvia tingitana Etl.
- Salvia toaensis Alain
- Salvia tobeyi Hedge
- Salvia tolimensis Kunth
- Salvia tomentella Pohl
- Salvia tomentosa Mill.
- Salvia tonalensis Brandegee
- Salvia tortuensis Urb.
- Salvia tortuosa Kunth
- Salvia townsendii Fernald
- Salvia trachyphylla Epling
- Salvia transhimalaica Yonek.
- Salvia transsylvanica (Schur ex Griseb. & Schenk) Schur
- Salvia trautvetteri Regel
- Salvia triangularis Thunb.
- Salvia trichocalycina Benth.
- Salvia trichoclada Benth.
- Salvia trichopes Epling
- Salvia trichostephana Epling
- Salvia tricuspidata M.Martens & Galeotti
- Salvia tricuspis Franch.
- Salvia trifilis Epling
- Salvia trijuga Diels
- Salvia tubifera Cav.
- Salvia tubiflora Sm.
- Salvia tubulosa Epling
- Salvia tuerckheimii Urb.
- Salvia turcomanica Pobed.
- Salvia turdi A.Rich.
- Salvia turneri Ramamoorthy
- Salvia tuxtlensis Ramamoorthy
- Salvia tysonii Skan
- Salvia uliginosa Benth.
- Salvia umbratica Hance
- Salvia umbraticola Epling
- Salvia umbratilis Fernald
- Salvia uncinata Urb.
- Salvia unguella Epling
- Salvia unicostata Fernald
- Salvia univerticillata Ramamoorthy ex Klitg.
- Salvia uribei J.R.I.Wood & Harley
- Salvia urica Epling
- Salvia urmiensis Bunge
- Salvia urolepis Fernald
- Salvia urticifolia L.
- Salvia uruapana Fernald
- Salvia valentina Vahl
- Salvia vargasii Epling
- Salvia vaseyi (Porter) Parish
- Salvia vasta H.W.Li
- Salvia veneris Hedge
- Salvia venulosa Epling
- Salvia verapazana B.L.Turner
- Salvia verbascifolia M.Bieb.
- Salvia verbenaca L.
- Salvia verecunda Epling
- Salvia vergeduzica Rzazade
- Salvia vermifolia Hedge & Hub.-Mor.
- Salvia veronicifolia A.Gray ex S.Watson
- Salvia verticillata L. – szałwia okręgowa
- Salvia vestita Benth.
- Salvia villosa Fernald
- Salvia virgata Jacq.
- Salvia viridis L. – szałwia zielona
- Salvia viscida A.St.-Hil. ex Benth.
- Salvia viscidifolia Epling
- Salvia viscosa Jacq.
- Salvia vitifolia Benth.
- Salvia vvedenskii Nikitina
- Salvia wagneriana Pol.
- Salvia wardii E.Peter
- Salvia warszewicziana Regel
- Salvia weberbaueri Epling
- Salvia weihaiensis C.Y.Wu & H.W.Li
- Salvia wendelboi Hedge
- Salvia whitefoordiae Klitg.
- Salvia whitehousei Alziar
- Salvia wiedemannii Boiss.
- Salvia willeana (Holmboe) Hedge
- Salvia xalapensis Benth.
- Salvia xanthocheila Boiss. ex Benth.
- Salvia xanthophylla Epling & Játiva
- Salvia xanthotricha Harley ex E.P.Santos
- Salvia xeropapillosa Fern.Alonso
- Salvia yosgadensis Freyn & Bornm.
- Salvia yukoyukparum Fern.Alonso
- Salvia yunnanensis C.H.Wright
- Salvia zacualpanensis Briq.
- Salvia zaragozana B.L.Turner

Mieszańce międzygatunkowe
- Salvia × adulterina Hausskn.
- Salvia × auriculata Mill. – szałwia uszkowata
- Salvia × bernardina Parish ex Greene
- Salvia × cadevallii Sennen
- Salvia × cernavodae Nyár.
- Salvia × hegelmaieri Porta & Rigo
- Salvia × jamensis J.Compton
- Salvia × nariniensis Fern.Alonso
- Salvia × podolica Blocki
- Salvia × rociana Fern.Alonso
- Salvia × rosuae Figuerola, Stübing & Peris
- Salvia × sakuensis Naruh. & Hihara
- Salvia × spiraeifolia Boiss. & Hohen.
- Salvia × sylvestris L.
- Salvia × telekiana Simonk. & Thaisz
- Salvia × tunica-mariae Fern.Alonso
- Salvia × westerae J.R.I.Wood